# Kunstlied
Als Kunstlied wird eine Gattung des Liedes bezeichnet, die ausschließlich aufgrund von Musiknoten interpretiert wird und sich Ende des 16. Jahrhunderts entwickelte. Das Kunstlied setzt eine klassische Gesangsausbildung voraus und unterscheidet sich durch den Aufführungsrahmen des Liederabends traditionell von der Arie in Oper und Oratorium sowie vom Theaterlied im Schauspiel (wie dem Wiener Couplet).
Nach einer gegen Ende des 19. Jahrhunderts verbreiteten Ansicht bestand der Unterschied zum Volkslied darin, dass dieses mündlich tradiert werde und oft keinen bekannten Komponisten vorweisen könne, während Kunstlieder anspruchsvolle Vertonungen eines namentlich bekannten Komponisten seien. Kunstlieder werden generell auf Lyrik komponiert.

## Begriff

### Definition
Was Inhalt und Umfang des Begriffs betrifft, lassen sich drei Auffassungen unterscheiden:
Das Kunstlied im engeren Sinne ist ein europäisches Lied mit einer Entstehungszeit von 1810 (Beginn von Franz Schuberts Vertonungen) bis zu Werken von Richard Strauss und Arnold Schönberg, wobei der Schwerpunkt auf den deutschsprachigen Liedern liegt. Das Kunstlied im weiteren Sinne ist ein solistisches Lied aus der westlichen Welt mit (akkordischer) Instrumentalbegleitung seit der Einführung der Monodie um 1600. Das Kunstlied im allgemeinsten Sinne umfasst alle Lieder aller Zeiten, die einen gewissen „Kunst“-Anspruch für sich erheben.

### Begriffsgeschichte
Vor dem 18. Jahrhundert ist keine explizite Schrift über das Lied in Deutschland erschienen. Das Lied hatte zu dieser Zeit einen deutlich geringeren Stellenwert als die Musik für Kirche und Theater. Es blieb an das Bürgertum gebunden und gelangte nicht in die Sphäre der höfischen Musik. Daher fand es bei den Musiktheoretikern der Zeit kaum Beachtung. In zeitgenössischen Lexika und Wörterbüchern wird auf die Ode oder auf ‚Musik und Poesie‘ verwiesen. Eine Aufwertung des vorher pejorativ verwendeten Begriffes geschah mit der Betonung der schlichten Qualitäten des Liedes:

„Es giebt einige große Geister, die so gar das Wort: Lied, für schimpflich halten; die, wenn sie von einem musikalischen Stücke reden wollen, das nicht nach ihrer Art schwülstig und verworren gesetzet ist, solches nach ihrer Sprache, ein Lied, nennen […]“

Eine erste umfassende Liedästhetik verfasste Christian Gottfried Krause. Sein Traktat Von der musikalischen Poesie (1752) bildete die Grundlage für die erste Berliner Liederschule, wirkte aber auch über die zweite Berliner Liederschule, die sich am Volkslied orientierte, hinaus und bis ins 19. Jahrhundert hinein. Er betrachtete das Lied im Gegensatz zur Arie als leichtes Scherzlied, das von jedem mühelos angestimmt und ohne Flügel und Begleitung anderer Instrumente gesungen werden könne. Diese Forderung nach Sanglichkeit und Popularität erhielt sich bis in die Wiener Klassik hinein und fand ihre äußerliche Form in einem kurzen Strophenlied mit leichtem, eingängigem Text und begrenzten Tonumfang. Johann Georg Sulzer trennte erstmals den Begriff Lied in zwei Teile eines Artikels, in „Lied (Dichtkunst)“ und „Lied (Musik)“.
Hans Georg Nägeli forderte in Die Liederkunst (1817) dagegen einen neuen Liederstil, in dem Sprache, Gesang und Begleitung zu einem höheren Ganzen verbunden würden.
Der Begriff des Kunstliedes ist zum ersten Mal 1841 bei Carl Koßmaly vorzufinden, der damit die in der Zeit der Romantik einsetzende Trennung von Volkslied und Kirchenlied vornahm.
Richard Wagners Betrachtungen zum Deklamationsgesang verstärkten den Gegensatz zwischen einer formal ungebundenen, oft als kunstreicher betrachteten Durchkomposition des Gesangstextes und dem einfachen Strophenlied. Seit der zweiten Hälfte des 19. Jahrhunderts gibt es auch Lieder mit Orchesterbegleitung wie Hector Berlioz’ Zyklus Les nuits d’été 1856.
Eine wissenschaftliche Gesamtdarstellung von 2004 versucht, die Begriffe Lied, Kunstlied und Volkslied zu vermeiden, und schlägt stattdessen den Ausdruck Musikalische Lyrik als Oberbegriff vor, um sich von ideologischen Nebenbedeutungen und der Konzentration auf das deutsche beziehungsweise das europäische Schaffen zu befreien.
Das Kunstlied hat einen Schwerpunkt im deutschen Sprachgebiet, was sich auch daran zeigt, dass die Bezeichnung Lied unverändert in andere Sprachen übernommen wurde. Es ist eng an die Emanzipation des deutschsprachigen Bürgertums im 19. Jahrhundert und seine geselligen Aktivitäten wie die Liedertafel gebunden, „in einer Zeit schmählicher Knechtung des Deutschtums“, wie es der Musikwissenschaftler Hugo Riemann 1882 formulierte. Darin verbanden sich eine Haltung gegen Adel und Klerus als gesellschaftliche Oberschicht und gegen ausländische, damals vor allem französische Einflüsse im Umkreis der Befreiungskriege. Bildungsbürgerliche privat organisierte Konzerte und Abendgesellschaften boten eine Alternative zu repräsentativen Veranstaltungen im exklusiven Rahmen der Aristokratie oder den Vergnügungen für das breite Publikum im Theater. Deutsche Sprache in einer Zeit fehlender nationaler Einheit, bürgerliches Bildungsstreben mit der Hochschätzung einheimischer Dichter und Musiker trugen dazu bei, dass die intime Veranstaltungsform des Kunstlieds zum gesellschaftlichen Ideal wurde.

## Formen
Einfache Strophenlieder
Melodie und Begleitung sind in jeder Strophe dieselben. Die so erzeugte Gesamtstimmung erstreckt sich über das ganze Lied. Beispiel: Ruhe, C. F. Zelter. Stimmungswechsel haben keinen Einfluss auf die strophische Anlage.
Variierte Strophenlieder
Melodie und Begleitung ändern sich in bestimmten Strophen. Beispiel: Der Lindenbaum aus dem Zyklus Winterreise, Franz Schubert. Stimmungswechsel haben nur einen geringen Einfluss auf die strophische Anlage (z. B. Wechsel von Dur nach Moll, Ausschmückung von Strophen, Ergänzung durch einen kleineren neuen Teil).
Durchkomponierte Lieder
Dem Geschehen folgen stets neue Melodie und Begleitung. Beispiele: Mit der Njanja aus dem Zyklus Kinderstube, Modest Mussorgski. Diese Vertonungsart eignet sich vor allem für Texte, die nicht strophisch gegliedert sind, sondern eher den Charakter von Prosa oder gesprochenem Wort haben. Strophische Gedichte können aber ihrem Inhalt nach ebenfalls durchkomponiert werden.
Vertonungen von Lyrik sind für Kunstlieder charakteristisch und naheliegend. Zuweilen kommen aber auch andere Textgrundlagen vor, wie Zeitungsausschnitte im Tagebuch eines Verschollenen von Leoš Janáček oder nur Gedichtfragmente wie in Wolfgang Rihms Hölderlin-Fragmenten. Lieder, die gänzlich ohne Text auskommen, bezeichnet man als Vokalisen.
Kunstlieder werden auf Grundlage einer schriftlichen Fixierung oder Notation gesungen, Volkslieder dagegen mündlich tradiert. Bei vielen Volksliedern ist der Autor deshalb unbekannt. Es existieren aber auch Volkslieder, deren Autor bekannt ist, deshalb werden die Volkslieder in primär (Autor bekannt) und sekundär (Autor unbekannt) unterteilt. Zuweilen gehen Volkslied und Kunstlied ineinander über. Franz Schuberts Lied Der Lindenbaum aus seinem Zyklus Winterreise wurde z. B. durch eine Männerchorfassung von Friedrich Silcher, welche die dramatische Molltrübung in einer Strophe schlicht überging, als das Volkslied Am Brunnen vor dem Tore bekannt. Guten Abend, gut’ Nacht, das als Volkslied weit bekannt ist, wurde ursprünglich von Johannes Brahms komponiert. Umgekehrt verfassten Komponisten auch Bearbeitungen und Klavierbegleitungen zu bereits bekannten Volksliedern. Antonín Dvořák, Johannes Brahms und Robert Schumann sind nur einige Komponisten, die das Studium des Volksliedes als wichtige Forschungs- und Inspirationsquelle für ihr eigenes Schaffen ansahen.

## Geschichte

### Mittelalter

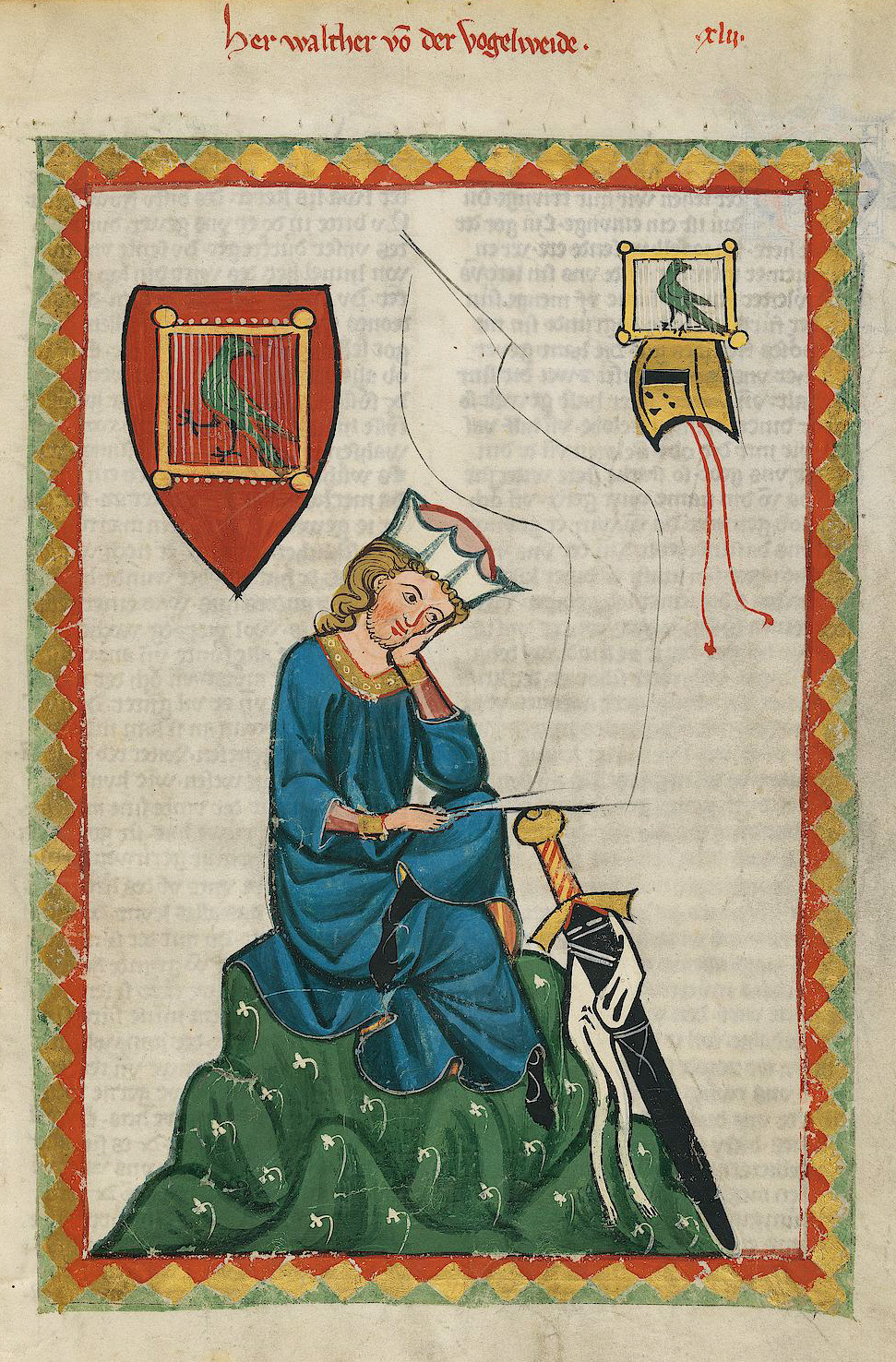
Darstellung von Walther von der Vogelweide im Codex Manesse

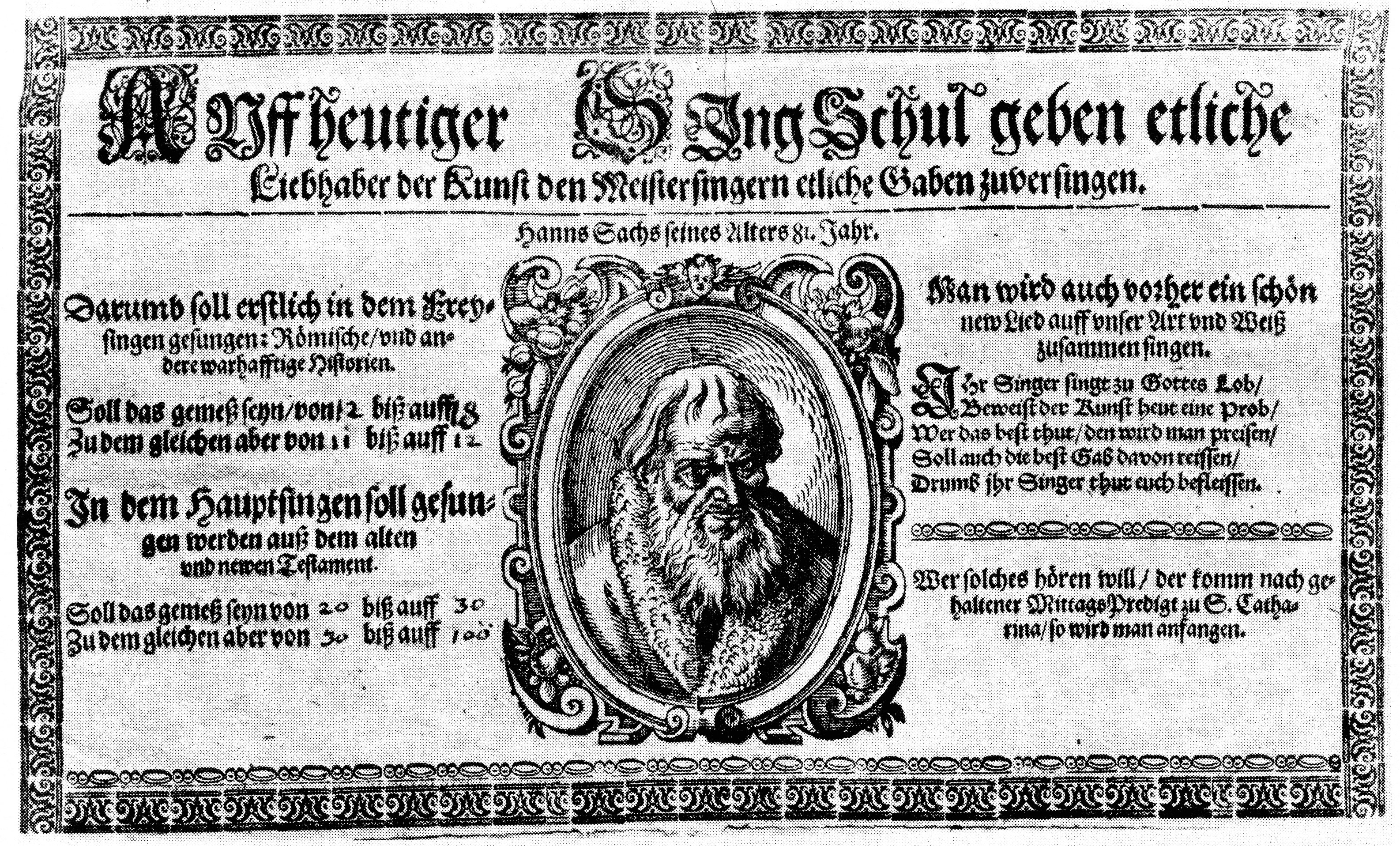
Einladung zu einer Zusammenkunft der Meistersinger mit der Unterschrift: Ihr Singer singt zu Gottes Lob / Beweist der Kunst heut eine Prob / wer das best thut / den wird man preisen / soll auch die best Gab davon reissen / Drumb ihr Singer thut euch befleissen. In der Mitte ein Porträt von Hans Sachs, ca. 16. Jh.

Die Tradition des ritterlichen Minnesangs aus dem Mittelalter bildet die Grundlage für das Kunstlied. Voraussetzungen für das Entstehen der Minnelieder waren das im Mittelalter dominierende christliche Weltbild und damit die Fähigkeit, natürliche Erlebnisse sprachlich in eine geistige, phantastische Sphäre zu rücken, sowie der Begriff der individuellen Persönlichkeit, die zu dieser Zeit nur von den Mitgliedern des adligen Standes gelebt und vertreten werden konnte. Troubadours (Provence), Trouvères (Nordfrankreich) und Minnesänger (Deutschland) sowie andere Ritter in ganz Europa vertonten eigene Texte, meist Liebeslieder und Naturlyrik, zu Ehren der adligen Frauen. Auch politisch-soziale Lieder, Lob- und Spottlieder, Tanzlieder und andere Werke wurden erdichtet und gespielt.
Die Minnesänger trugen ihre Schöpfungen in Personalunion von Komponist und Sänger selbst vor, meist begleiteten sie sich selbst auf der Laute. Weitere typische Instrumente, die von anderen Musikern zur Begleitung gespielt wurden, waren Fidel, Dudelsack oder Schalmei; Inhalte von Helden- und Preisliedern wurden auch mit der Harfe untermalt.
Neben der mündlich vorgetragenen Dichtung wurden Texte und einige wenige Melodien auch schriftlich notiert. Die wichtigsten Zeugnisse für die Entwicklung des Liedes bleiben heute die Liederhandschriften, z. B. der Codex Manesse, die Jenaer Liederhandschrift und die Kolmarer Liederhandschrift aus dem 14. und 15. Jh. In Deutschland entwickelte sich die dreiteilige Barform aus Stollen, Stollen und Abgesang zu einer der am weitesten verbreiteten Formen, die als Lied, Leich oder Spruch überliefert werden.
Bernart de Ventadorn, Richard Löwenherz und Blondel de Nesle, Wolfram von Eschenbach, Walther von der Vogelweide, Heinrich von Meißen und Neidhart von Reuenthal sind als berühmte Dichter-Sänger ihrer Zeit zu nennen, von denen einige bei dem Sängerkrieg auf der Wartburg 1207 teilnahmen. Als letzter Minnesänger gilt Oswald von Wolkenstein, bevor das musikalische Leben von der adligen Welt im 13. Jh. in das Bürgertum überging.
In den Städten schlossen sich in dieser Zeit die Bürger zu mächtigen gemeinschaftlichen Bünden wie der Hanse zusammen oder entwickelten eine strenge Familienherrschaft wie z. B. die Fugger und entwickelten ihre eigene Kunst und neue Ausdrucksformen. Dennoch wurde der Gedanke des Sologesangs von der neuen bürgerlichen Kultur beibehalten, und nach dem Minnesang entwickelte sich die bürgerliche Form des Meistersangs.
Der Meistergesang organisierte sich, nachdem die ersten Sänger als Vaganten unterwegs waren, in festen Singschulen, die zuerst in Mainz (14. Jh.?), Augsburg (1449) und Nürnberg (1450) entstanden. Er wurde von einer stetig wachsenden Anzahl an künstlerischen Regeln begleitet und festgeschrieben, die eine künstlerische Weiterentwicklung zunehmend erschwerten.
Zu den bekanntesten Meistersingern gehört Hans Sachs, der nach eigenen Angaben mehr als 4000 Meisterlieder gedichtet haben soll, darunter die Silberweise, die zwischen Minnesang und lutherischem Choral angesiedelt ist:
Seit dem 12. Jahrhundert entwickelte sich die Polyphonie als Möglichkeit, mehrere Stimmen gleichzeitig verschiedene Melodien ausführen zu lassen. Leoninus und Perotinus schufen in Notre-Dame de Paris zwei- und dreistimmige Kompositionen, die als Vorlage für die Ars antiqua und Ars nova im 13. und 14. Jahrhundert diente. Somit wurde das Lied auch mehrstimmig und wandelte sich dadurch in seinem Wesen. Die Singstimme trat in Beziehung zu einer musikalischen Umwelt, um sich in eine übergeordnete Harmonie einzufügen – der Chorsatz entstand. Das solistische Lied tritt hierbei oft in den Hintergrund, verschwindet aber nicht vollständig.
Guillaume de Machaut, Guillaume Dufay und Josquin des Prez gehören ebenso in diese Zeit, in der das Lied seine Mehrstimmigkeit entwickelt, wie John Dunstable, Jacob Arcadelt und andere. Lieder als solistische Stücke gehen in den musikalischen Formen des werdenden Barock auf, Madrigal, Chanson und Lied sind in Kanons, instrumental begleiteten Melodien und mehrstimmigen Sätzen schwer voneinander zu trennen.

### Barock

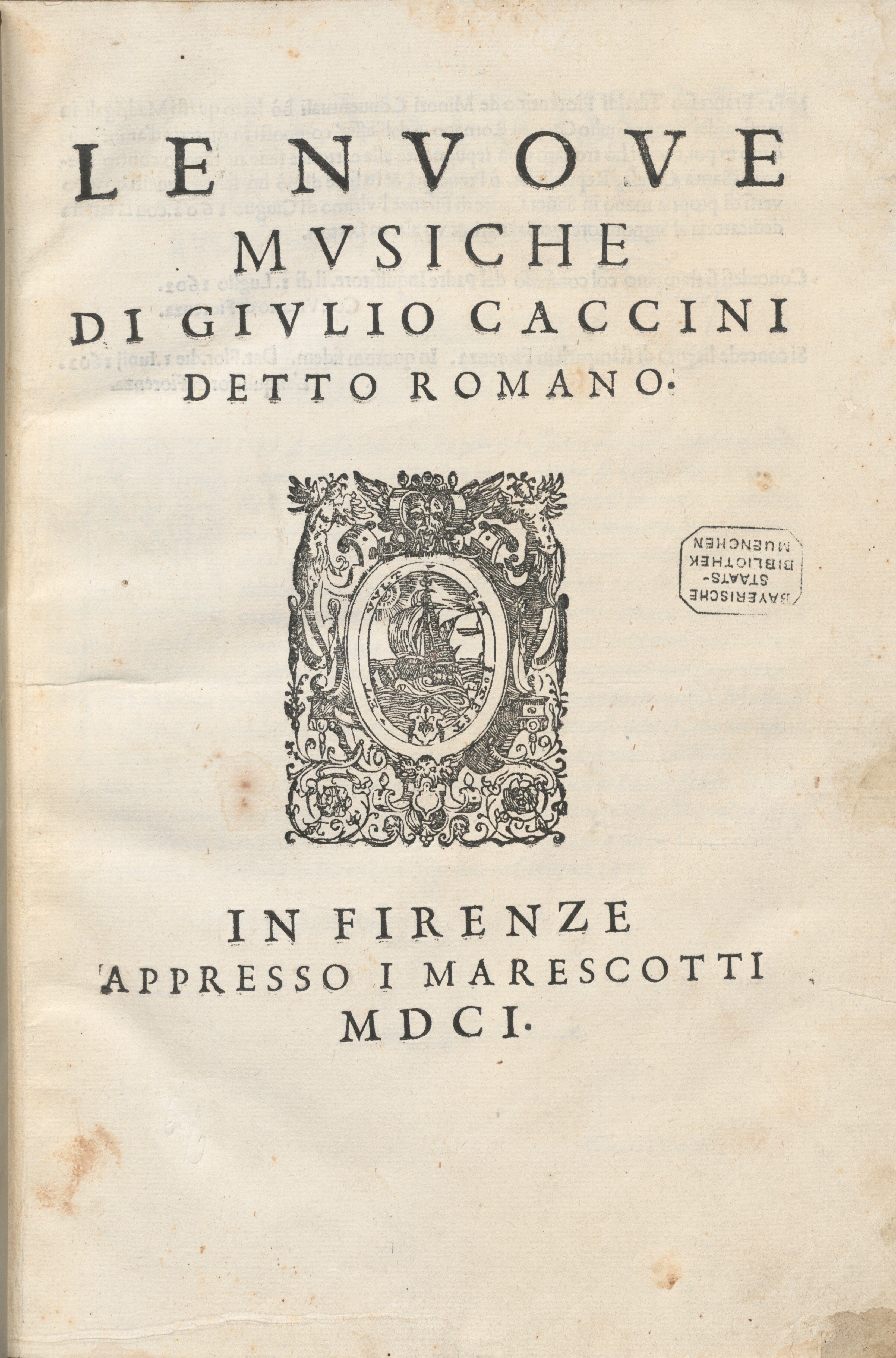
Giulio Caccini: Le nuove musiche

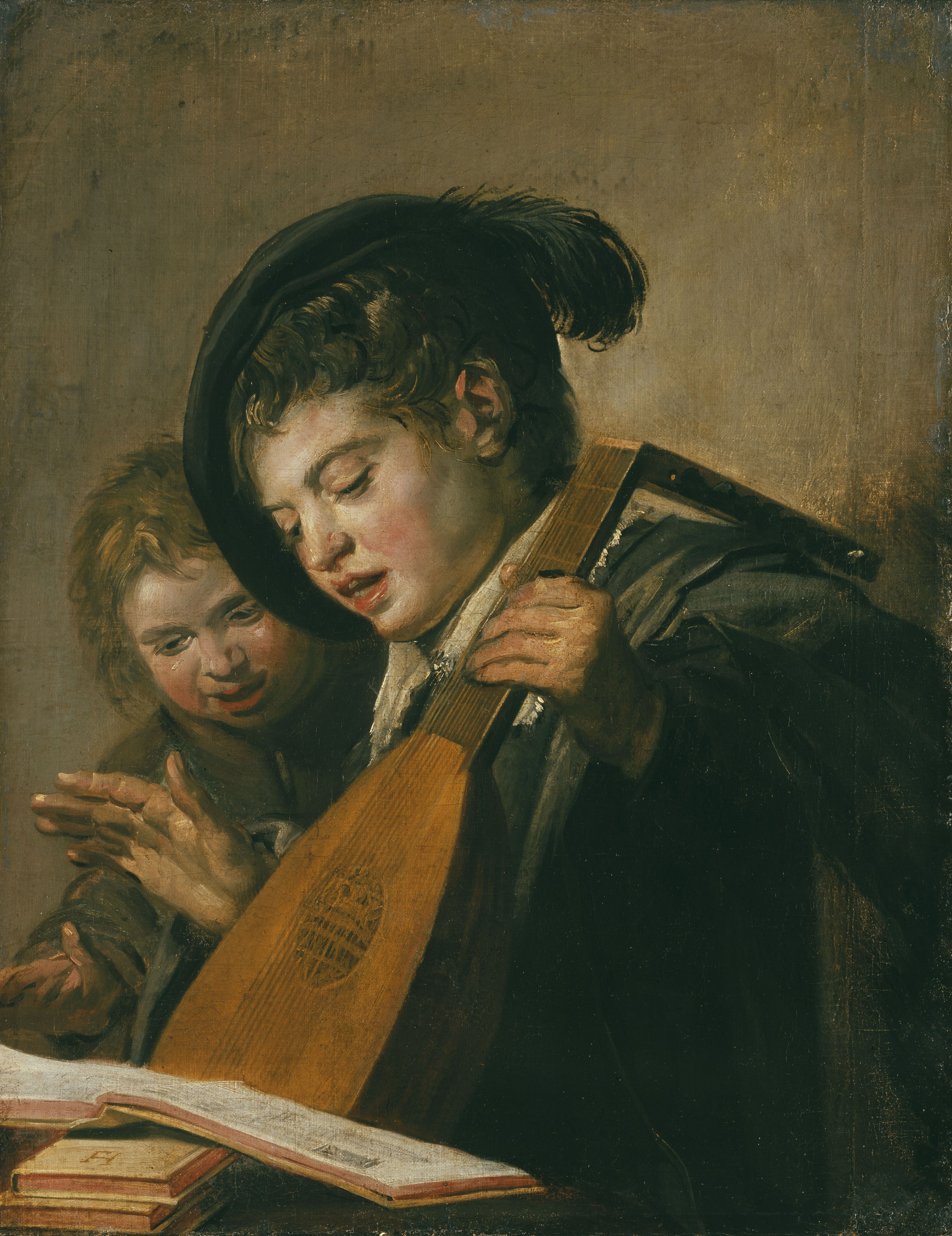
Die singenden Knaben, Frans Hals, ca. 1625

In der Musik des 17. Jahrhunderts entwickelte sich die Variante des Generalbassliedes, das sich an der von Italien ausgehenden Monodie orientierte. Die Oberstimme dominierte als übergeordnete Melodie das harmonische Geschehen. Nur die Bassstimme bot ihr einen ebenbürtigen Gegenpart, die Mittelstimmen verschmolzen zur füllenden Harmonie. Diese Aufteilung wirkte grundlegend für die weitere Entwicklung des Liedes und erhielt sich bis ins 19. und beginnende 20. Jahrhundert hinein. Die ersten Lieder wurden als Melodie und Bassstimme notiert, die Harmonisierung wurde als bezifferter Generalbass ausgeschrieben. Erste Stücke in diesem neuen Stil wurden von Giulio Caccini geschaffen, der in Le nuove musiche eine Sammlung vieler kleiner Sololieder, die sowohl die Deklamation als auch die Koloratur verband, in italienischer Sprache herausgab.
Heinrich Schütz nahm diesen Stil auf, doch gab es in Deutschland nach wie vor mehr mehrstimmige Lieder als Einzelgesänge. Sein Schüler Heinrich Albert legte von beiden eine größere Sammlung in seiner Musikalischen Kürbishütte (1641) an. Adam Krieger gab 1657 einen Band mit dem schlichten Titel Arien heraus, der verloren gegangen ist, aber für die Entwicklung des Liedes in Deutschland bedeutsam war.
Lieder waren sehr häufig in Strophenform gehalten und als einfache Kompositionen angelegt, die möglichst jeder nachsingen können sollte.
Die Begleitung übernahm das Cembalo als Vorläufer des Klaviers, langsam ging die auf das Mittelalter zurückgehende Begleitung durch die Laute zurück.
Johann Sebastian Bach verfasste einige geistliche Lieder im von Georg Christian Schemelli herausgegebenen umfangreichen evangelischen Gesangbuch. Während zunächst 12 Kompositionen Bach zugeschrieben wurden, gelten heute nur noch drei als gesichert. Durch die künstlerische Begleitung und die behutsame Bearbeitung dieser Lieder ragen sie aus den Liedern ihrer Zeit heraus und können fast als kleine Sologesänge in sehr konzentrierter, schlichter Form angesehen werden.
Auch in England entwickelte sich die Monodie weiter, die aufgrund geographischer Gegebenheiten keine großen Auswirkungen auf das europäische Musikleben ihrer Zeit hatte. John Dowland, Thomas Morley und Henry Purcell sind die wichtigsten Komponisten des barocken Sologesangs. Vom letzteren ist folgendes Loblied der Musik und der Liebe überliefert, das ein bekanntes Beispiel für Purcells Melodik darstellt:

### Klassik

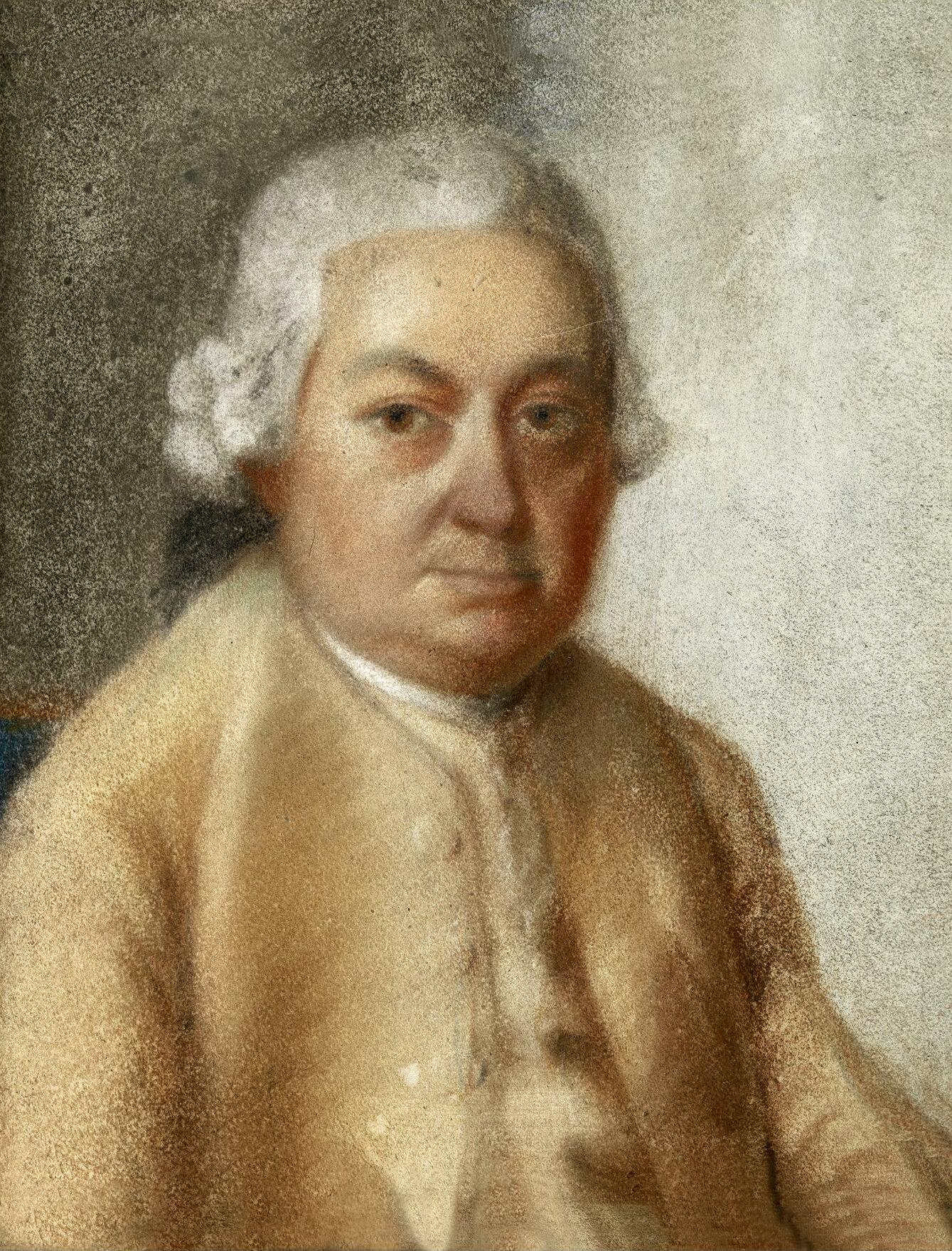
Carl Philipp Emanuel Bach, gemalt von seinem Bruder Johann Philipp

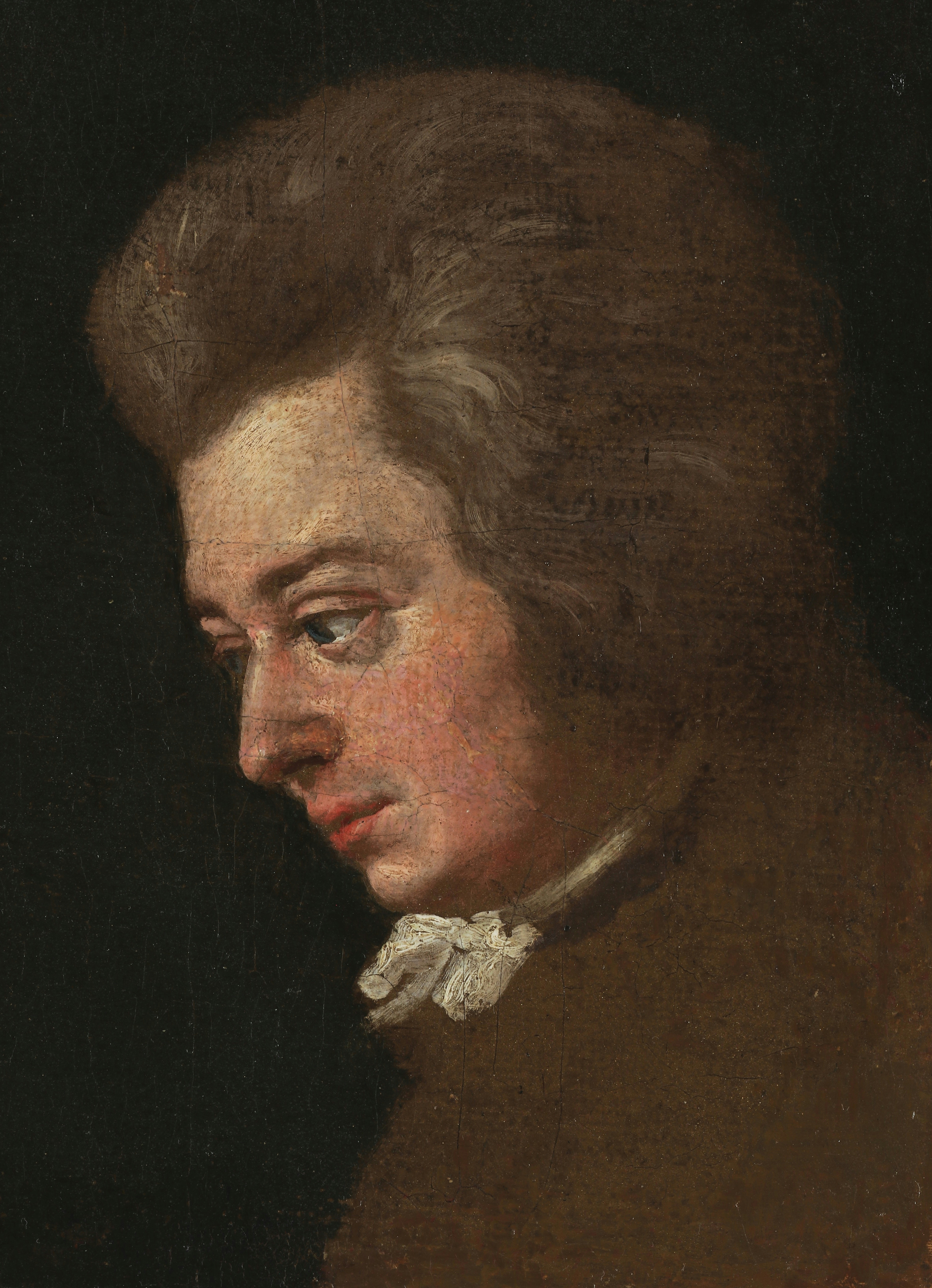
Wolfgang Amadeus Mozart, porträtiert von Joseph Lange, ca. 1781–82 (Detail)

In der Zeit der Aufklärung fanden sich zum ersten Mal Komponisten zu eigenen Liederschulen zusammen. In Berlin, das als Zentrum der Aufklärung galt, schrieb Christian Gottfried Krause, Rechtsanwalt am Kammergericht, Von der musikalischen Poesie, eine ästhetisch-musiktheoretische Schrift, der er 1753 und 1755 zwei Bände mit Oden und Melodien folgen ließ, die Kompositionen aus dem Hof Friedrichs II. beinhalteten – Johann Joachim Quantz, Carl Heinrich Graun und Carl Philipp Emanuel Bach waren darunter und bildeten von da an die Erste Berliner Liederschule. Lieder sollten nach Krauses Prinzipien einfach und volkstümlich sein, und sich mehr auf die Melodie als auf den Klaviersatz konzentrieren, der erst nach Verfertigung der Melodie dazu geschrieben werden sollte. Johann Abraham Peter Schulz erweiterte sie mit der Feststellung, dass es eine gute dichterische Vorlage brauche, um die nötige Kreativität zu wecken. Seine Lieder im Volkston von 1782 bis 1790 weisen deutlich auf eine Ästhetik der Einfachheit und Natürlichkeit hin, die den Anschein des Bekannten wecken soll. Bis heute bekannt ist seine Vertonung von Matthias Claudius’ Der Mond ist aufgegangen.
Carl Philipp Emanuel Bach schreibt bemerkenswerte Lieder und Oden, die weit über das Programm der Berliner Liederschule hinausgehen, da sie zum ersten Mal nach einem inneren persönlichen Gefühlsausdruck in der Musik suchen. Dennoch sind die Texte meistens religiösen Inhalts: Die Geistlichen Oden und Lieder auf Texte von Christian Fürchtegott Gellert und die vertonten Psalmen dienen zur religiösen Betrachtung und zur Innenschau im häuslichen Kreis. Sie verbreiteten sich rasch in Deutschland und trugen so deutlich zur Popularisierung der Liedgattung bei. Carl Philipp Emanuel Bachs Lieder werden heute nur noch selten im Konzertsaal gespielt, bieten aber eine treffende Ausdeutung der von Gellert vorgeschriebenen Worte, die ein Gleichgewicht zwischen Musik und Lyrik anstreben.
Johann Adam Hiller, der als Thomaskantor mit geistlicher Musik ebenso vertraut war wie mit dem deutschen Singspiel, schrieb seine Lieder vornehmlich für Kinder. Seine Lieder verraten Einflüsse aus dem Opernlied, das Bauern und Bäuerinnen, liebliche Naturkinder und Tölpel in seinen Singspielen vortragen – Personen von adligem Stand artikulierten sich in Arien italienischer Prägung. Christian Gottlob Neefe schrieb Klopstocks Oden mit Melodien 1776, ein Jahr später folgten Serenaten beim Klavier zu singen, 1798 Bilder und Träume nach Gedichten von Johann Gottfried Herder. Er beginnt damit, die allgemeingültige Strophenform je nach Inhalt der Gedichte musikalisch zu charakterisieren, ohne die Form dafür aufzugeben.
In den Liedern der Wiener Klassik merkt man ebenfalls zunehmend den Einfluss aus dem Bereich der dort favorisierten Oper, der nach und nach die Gattung zu erweitern und auszubauen hilft. Christoph Rheineck, Johann Rudolph Zumsteeg, Johann Friedrich Reichardt, der mehr als 1500 Gesänge schuf und sich ausführlich mit dem Gleichgewicht von Musik und Worten beschäftigte, und Carl Friedrich Zelter gehören ebenfalls in diese Epoche und schufen den Typus des Wiener Klavierliedes, den Joseph Haydn und Wolfgang Amadeus Mozart später unverändert übernahmen. Haydn vertonte 50 Sologesänge, die zunächst 1781 und 1783 entstanden und als Lieder für das Klavier herausgegeben wurden. In diesen Liedern erweiterte er die Rolle des Klaviers vom notwendigen Begleitinstrument zum Instrument, das die innere Form des Liedes zusammenhält. In London folgten Canzonetten mit charakterisierenden Vor- und Nachspielen. Er schrieb auch die Hymne Gott erhalte Franz den Kaiser, deren Melodie heute die Grundlage für die deutsche Nationalhymne ist.
Wolfgang Amadeus Mozart verfasste in der Gattung des Liedes nur dreißig kleine Gelegenheitskompositionen. Nur sieben wurden zu seinen Lebzeiten veröffentlicht. Als Eklektiker verschiedenster Stile und Formen folgte er keinem festen ästhetischen Programm. Er begann mit kleinen Strophenliedern (Daphne, deine Rosenwangen KV 52, und An die Freude KV 53, Geheime Liebe KV 150) und schuf später Lieder und Arietten, die wie kleine Opernszenen wirken (z. B. Ridente la calma KV 152, Oiseaux, si tous les ans KV 307, Dans un bois solitaire KV 308, Das Veilchen KV 476, Als Luise die Briefe ihres ungetreuen Liebhabers verbrannte KV 520). Die Abendempfindung an Laura KV 523 ist eines der bekanntesten Mozartlieder und immer wieder in Konzerten zu hören.
Ludwig van Beethoven orientierte sich zunächst an der zweiten Berliner Liederschule, die Johann Abraham Peter Schulz, Johann Friedrich Reichardt und Carl Friedrich Zelter begründet hatten, und schrieb Strophenlieder, bevor er sich spätestens mit Adelaide 1795/96 von deren Vorgaben verabschiedete und nach neuen Ausdrucksformen suchte. Neben einzelnen Liedern wie Elegie auf den Tod eines Pudels, Zärtliche Liebe und Mephistos Flohlied Aus Goethes Faust setzt An die ferne Geliebte einen deutlichen Impuls in Richtung Liederzyklus und gibt den flüchtigen Momenten des Liedes eine Möglichkeit, sich zu einem größeren, zusammenhängenden Bild zusammenzufügen. Singstimme und Begleitung sind einander ebenbürtig, Motive des Klavierspiels wechseln in die Gesangsstimme und umgekehrt.

### Romantik

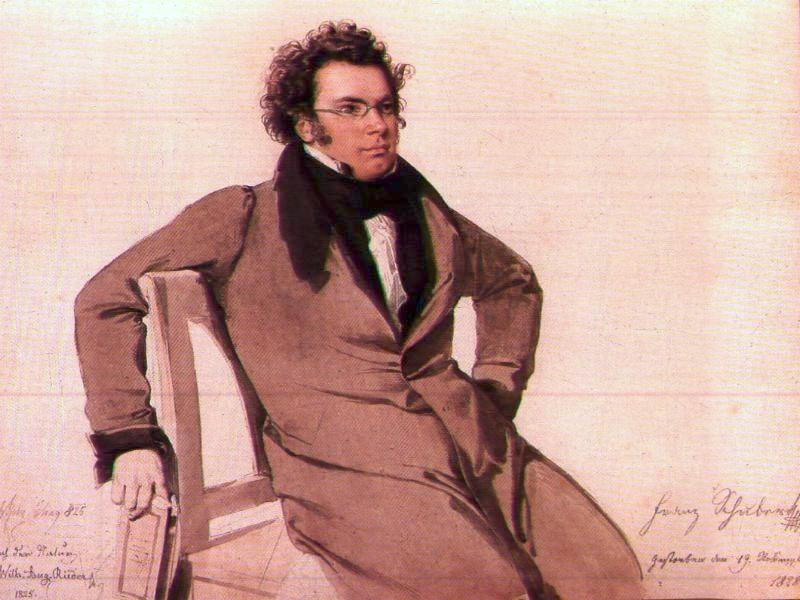
Franz Schubert im Mai 1825, Aquarell von Wilhelm August Rieder, unten signiert von Rieder und Schubert

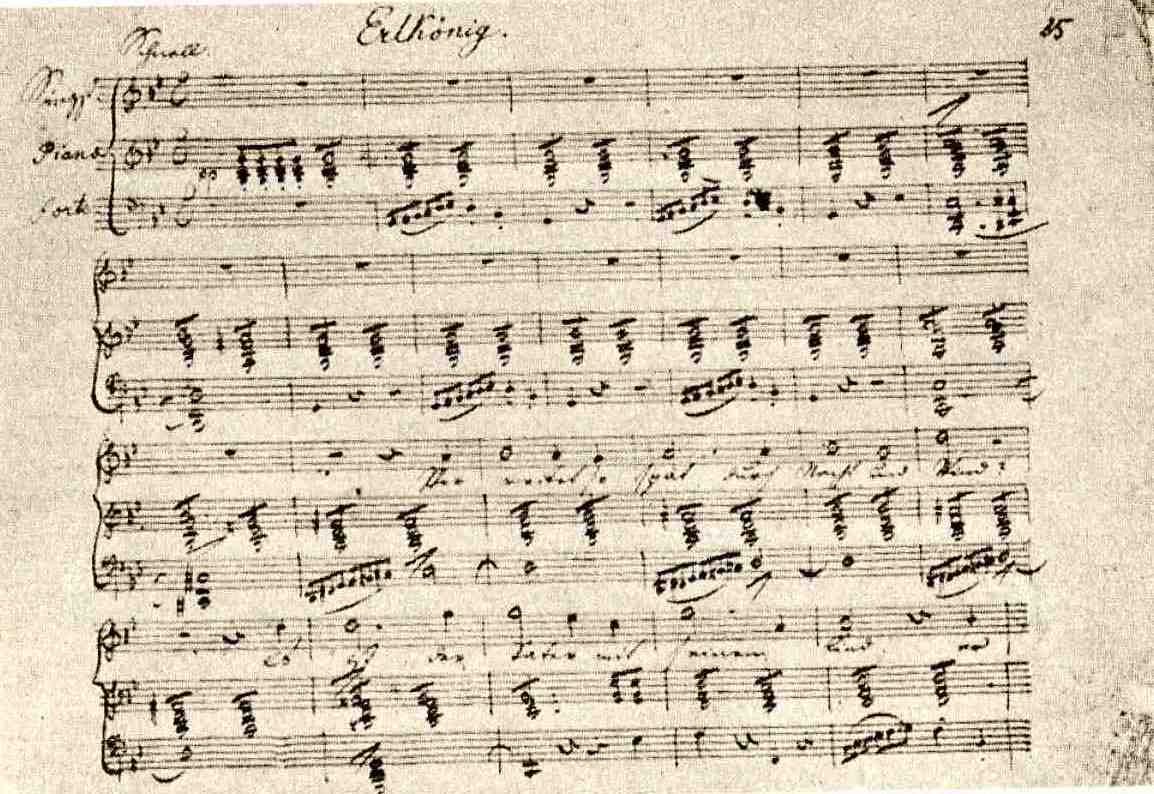
Autograph von Schuberts Erlkönig

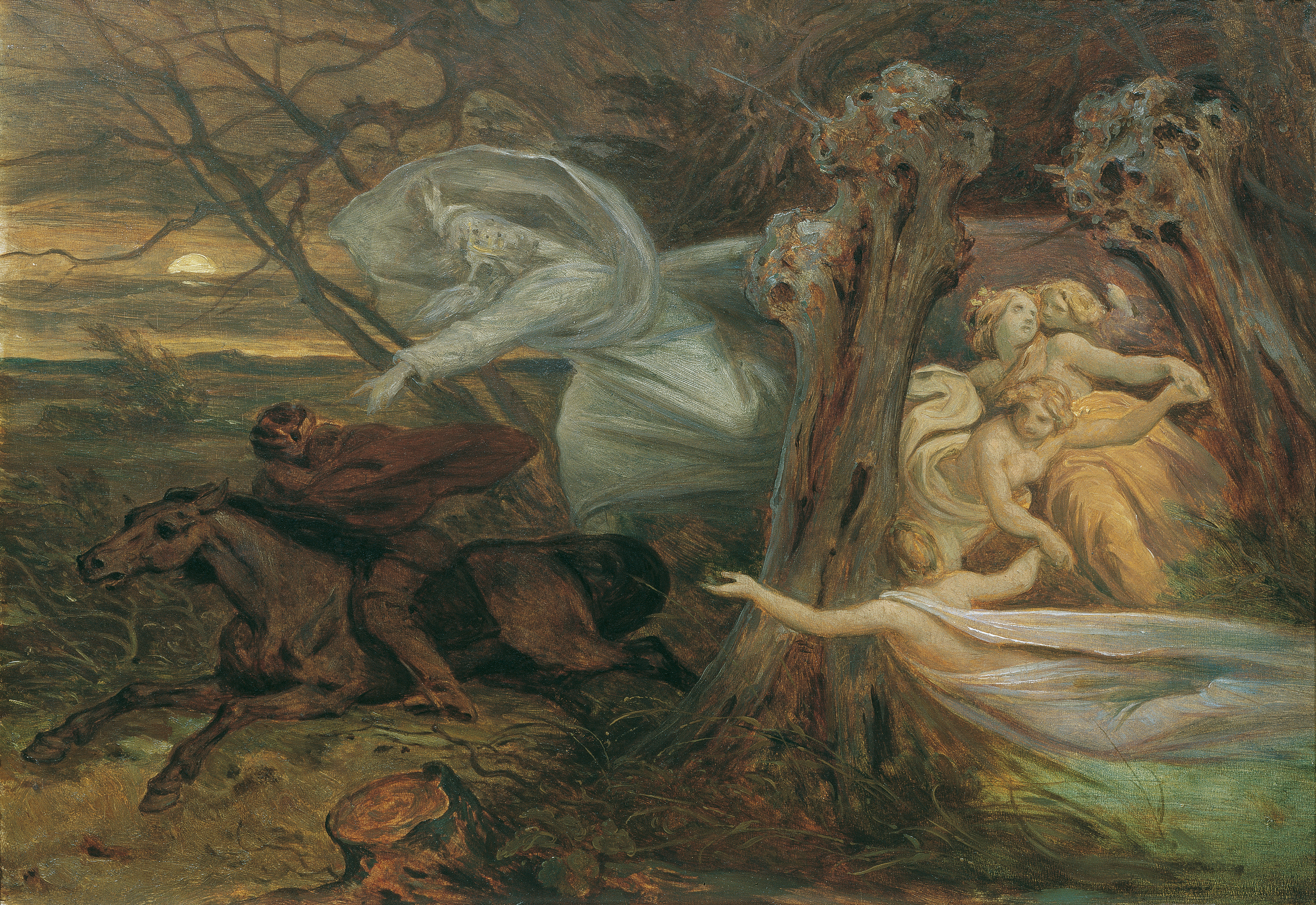
Erlkönig, eine Illustration von Moritz von Schwind, 1917

Das deutsche Kunstlied im engeren Sinne entwickelte sich in der Musik des 19. Jahrhunderts mit den Hauptvertretern Franz Schubert, Robert Schumann, Johannes Brahms und Hugo Wolf.
Franz Schubert erweiterte den Begriff des Liedes in hohem Maße. Das begleitende Klavier emanzipierte sich vom Sänger und schuf so einen reicheren Gegenpart zur Melodie, die Musik gewann an Gewicht und bestimmte den Ausdrucksgehalt des Werkes. In dramatischer Steigerung ist dies im Erlkönig erkennbar: ein Lied, das lautmalerisch im Klavier die nachts eilig heimwärts galoppierenden Pferdehufe übernimmt. Im Lied Gretchen am Spinnrade macht Schubert das nur anfangs gleichmäßige Drehen des Spinnrades in der Klavierstimme hörbar. Der Text geht zurück auf Johann Wolfgang von Goethes Faust. Schubert besaß auch den Mut, seine Vertonung Goethe zuzusenden, der von Schuberts neuem Stil allerdings wenig angetan war – seiner Meinung nach stünde der Text dabei nicht mehr im Vordergrund. Er bevorzugte daher die schlichteren Vertonungen Carl Friedrich Zelters. Schuberts wachsender Popularität tat das keinen Abbruch.
Seine beiden großen Liederzyklen Die schöne Müllerin (1823) und Winterreise (1827) auf Texte von Wilhelm Müller zählen zu den Höhepunkten der Liedliteratur und sind Prüfstein für jeden männlichen Interpreten, obwohl auch große Sängerinnen wie Christa Ludwig, Brigitte Fassbaender oder Christine Schäfer die Winterreise aufgeführt haben. Schubert war es auch, der die Gattung des Klavierliedes mit begleitendem Solo-Instrument bekannt gemacht hat. Der Hirt auf dem Felsen gilt seither als Standardwerk für Sopran, Klarinette und Klavier. Der posthum erschienene Schwanengesang umfasst Lieder aus Schuberts letzter Schaffenszeit. Seine Lieder wurden so bekannt, dass man das deutsche Wort Lied in andere Sprachen übernommen hat (französisch: le lied, in Frankreich seit den 1830er Jahren benutzt, 1868 von Édouard Schuré in den französischen Wortschatz eingebracht. englisch: the lied, 1876 erstmals in England lexikalisch nachgewiesen). Damit wird spezifisch das Kunstlied deutscher Prägung bezeichnet.
Carl Loewe ist als Komponist neben Schubert zu nennen, der auch Opern, Oratorien und Kammermusik geschaffen hat. Seine Balladen sind bis heute dankbarer Gegenstand musikalisch-dramatischen Erzählens für einen Sänger: Edward, das einen Vatermord in adligen Kreisen behandelt, der Erlkönig auf den gleichen Text wie Schubert und diesem durchaus ebenbürtig, Herr Oluf, der sich mit trügerisch schönen Elfen auseinandersetzen muss, oder Der Fischer, den die Wassernixe in ihr Reich hinab zieht, und Archibald Douglas nach Theodor Fontane lassen Szenen und Ereignisse lebendig werden, die über die momentane Schilderung eines Augenblicks hinausgehen. Loewes Balladen geben Einblick in die mythische Welt der Sagen und Legenden, ohne ein künstlerisch geformtes Gerüst zu verlassen. Sie sind deshalb länger und komplexer als übliche Kunstlieder und können bis zu fünfzehn Minuten dauern, doch lässt sich kein einziges Wort daraus streichen, ohne die dramatische Struktur der Erzählung zu verändern.

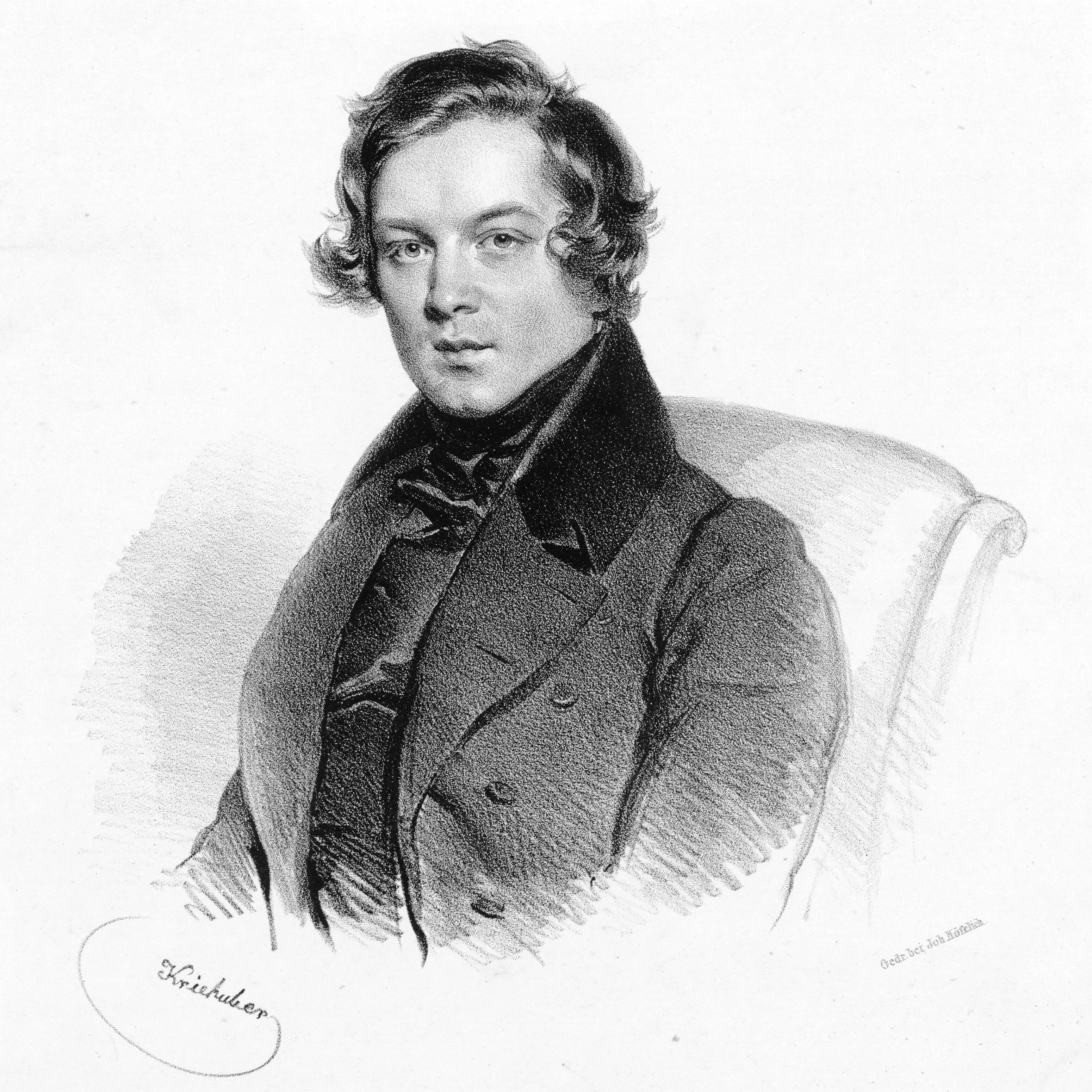
Robert Schumann – Lithografie aus dem Jahr 1839

Robert Schumann schuf neben zahlreichen Liedern, die eng an der literarischen Vorlage komponiert waren, die bedeutenden Zyklen Dichterliebe op. 48 und Frauenliebe und -leben op. 42. Sein Liederkreis op. 39 über Gedichte von Joseph von Eichendorff ist genauso wie die Myrten op. 25 eine inhaltlich nicht unmittelbar zusammenhängende Sammlung von Liedern. Schumann legt Wert auf qualitativ hochwertige Vorlagen für seine Kompositionen, ohne ein gutes Gedicht kann für ihn kein gutes Lied entstehen. Auch die Wahrhaftigkeit, eine Authentizität des Gefühls ohne künstlich stilisierten Affekt, wird für ihn zu einem ästhetischen Ideal. An Schumanns Liedern lässt sich eine Steigerung des lyrischen, intimen Ausdrucks festmachen, die besonders in seinen differenzierten Klavier-Vor- und Nachspielen zu hören sind. Das Klavier wird zum eigenständigen, ebenbürtigen Partner: Es unterstreicht und kommentiert die Gesangslinie, ironisiert das vorige Liebesbekenntnis, schafft Stimmungen und Atmosphäre. Zu den bekanntesten Einzelschöpfungen neben den großen Liederzyklen zählen heute Die Lotosblume, Die beiden Grenadiere, Belsazar und das Volksliedchen. Clara Schumann hat weitaus weniger als ihr Ehemann komponiert. Ihr brillantes Klavierspiel bildete die Grundlage für ihr Liedschaffen, das Lieder wie Sie liebten sich beide, Am Strande und Lorelei umfasste. Ab dem Jahr 1853 konzentrierte sie sich darauf, die Musik ihres Mannes zu verbreiten und den Unterhalt ihrer Kinder zu bestreiten, während Robert Schumann in der Nervenheilanstalt Endenich untergebracht war.

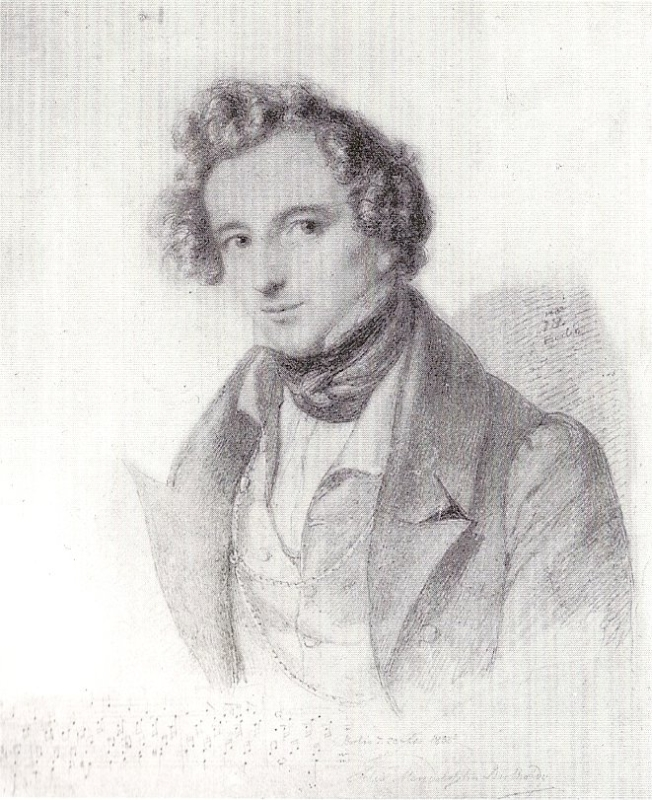
Felix Mendelssohn Bartholdy, gezeichnet von Eduard Bendemann, 1833

In die gleiche Zeit fallen die Lieder von Felix Mendelssohn Bartholdy und seiner Schwester Fanny; beide erhielten Unterricht von Carl Friedrich Zelter. Zu Felix’ berühmtesten Melodien gehört Auf Flügeln des Gesanges, das als beispielhaft für die von Zelter übernommene Schlichtheit seines Kompositionsstils im Lied gelten kann. Fanny Mendelssohn wurde erst Ende des 20. Jahrhunderts als Komponistin wahrgenommen, nicht zuletzt deshalb, weil sich eine Veröffentlichung ihrer Lieder schwierig gestaltete – nur ein Bruchteil ihrer 200 Kompositionen erschien zu ihren Lebzeiten im Druck. Zu ihren Werken zählen der Liederkreis von 1829 („6 Lieder von Fanny für Felix“) und etliche Parallelvertonungen auf Texte von Wilhelm Müller, Goethe und Heinrich Heine.
Johannes Brahms hat die Form des Zyklus um Die schöne Magelone, die Zigeunerlieder und die Liebeslieder-Walzer bereichert und darüber hinaus eine große Anzahl an einzelnen Liedern geschrieben, von denen die in der Stimmung dunkel-sehnsüchtig gehaltene Mainacht zu den bekanntesten zählt. Auch bei Brahms zählt die Beschäftigung mit dem Volkslied zu einer wichtigen Quelle seiner Arbeit, was sich in den künstlerischen Klavierbegleitungen zu ausgesuchten Volksliedern und immer wieder in einem dem Volkslied nahen Ton, aber nur selten in der Form bemerkbar gemacht hat. Die in seinen späteren Lebensjahren verfassten Vier ernsten Gesänge op. 121 für Bass und Klavier beinhalten eine Auseinandersetzung mit dem herannahenden Tod.

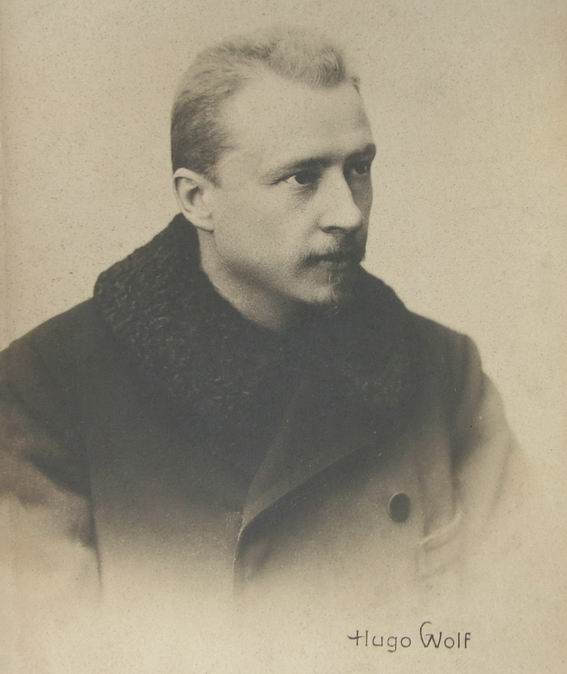
Hugo Wolf (1885)

Hugo Wolf komponierte stark am Text orientiert. Zunächst glühender Wagnerianer, versucht er als unangepasster Autodidakt zeitlebens, den Schatten seines großen Idols abzuwerfen und etwas Eigenständiges zu schaffen. Zu seinen Kompositionsweisen gehörte es, ein Gedicht so lange hintereinander aufzusagen, bis er die Worte nicht nur auswendig kannte, sondern den Rhythmus und die Bedeutung der Sprache selbst spüren und aus den Worten heraushören konnte. Diese Beschäftigung mit der poetischen Vorlage wird in seinen Liedern sehr deutlich. Er bezeichnete sie auch als Gedichte für eine Singstimme und Klavier. 1888 gelang ihm der Durchbruch mit seinen Mörike-Liedern. Ein Spanisches Liederbuch und ein Italienisches Liederbuch gehören ebenso zu seinen Werken wie zahlreiche Einzelschöpfungen. Die Aufführung von Wolf-Liedern setzt ein hohes Maß an Intelligenz und Einfühlungsvermögen voraus, da Stimme und Klavierbegleitung sich genauso wie die Musik in den Dienst der Poesie stellen.
Mit der Popularisierung des Kunstliedes auf dem öffentlichen Konzertpodium und der gleichzeitigen Erweiterung der sinfonischen Musik und Oper entstanden bald auch Lieder und Liederzyklen mit Orchesterbegleitung. Sie werden Orchesterlieder genannt, darunter fallen z. B. Gustav Mahlers Das Lied von der Erde, die Kindertotenlieder und die Lieder eines fahrenden Gesellen. Zu dieser Gruppe zählen auch einige Lieder von Richard Strauss und Alexander von Zemlinskys Lyrische Symphonie. Bedeutende Schöpfer spätromantischer Kunstlieder waren Richard Strauss, Hans Pfitzner, Max Reger, Alma Mahler, Erich Wolfgang Korngold, Richard Wetz, Joseph Haas und Othmar Schoeck.
Die Ansprüche gegenüber der Tragfähigkeit der Singstimme waren schon in der Romantik mit der Vergrößerung des Orchesters entstanden, nun wurden auch die Lieder den vokalen Möglichkeiten der Sänger angepasst und noch einmal in ihrem Schwierigkeitsgrad angehoben. Der Stimmumfang wurde erweitert, die Komplexität der Komposition steigerte sich, so dass einige Lieder ebenso viel sängerisches Können benötigen wie eine schwierige Opernarie. Von Richard Strauss ist folgender Schluss seines Liedes Amor für die Singstimme überliefert:

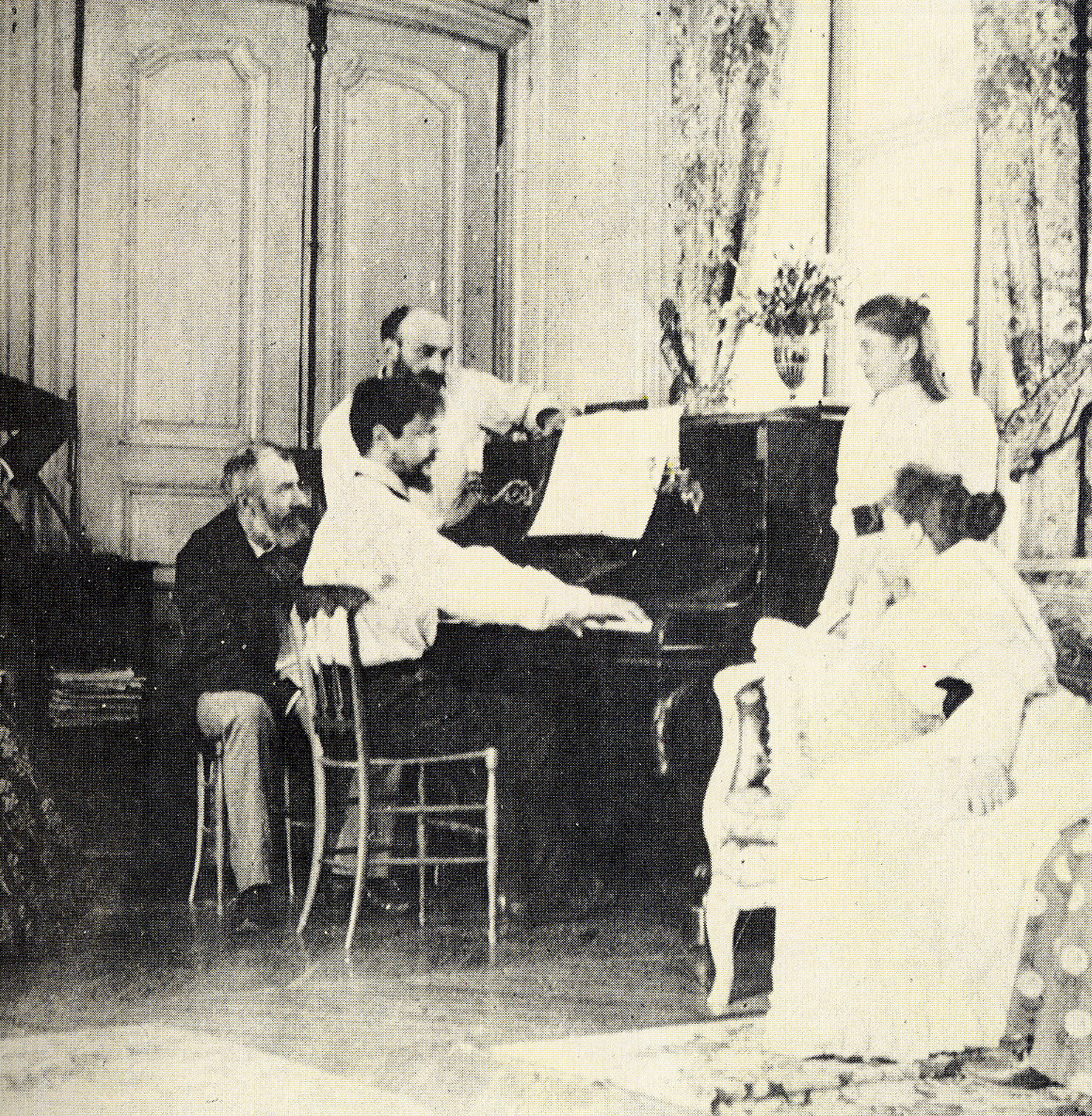
Claude Debussy am Klavier im Haus Luzancy, bei seinem Freund Ernest Chausson, 1893

Eine eigene Tradition des Kunstliedes entstand in Frankreich nach Gedichten von Charles Baudelaire, Stéphane Mallarmé, Arthur Rimbaud oder Paul Éluard, oft als Überhöhung des gesprochenen Gedichtvortrages. Solche Kompositionen waren für die gehobenen Pariser Salons bestimmt, während sich die parallel existierende Romance an ein größeres Publikum wandte. Sie fand ihre berühmtesten Komponisten z. B. in Gabriel Fauré, Jules Massenet, Reynaldo Hahn, Claude Debussy, Maurice Ravel, Francis Poulenc, Ernest Chausson, Lili Boulanger und anderen. In der Auseinandersetzung mit der deutschen Romantik, speziell mit Richard Wagner, fand die französische Musik des Fin de siècle neue Ausdrucksformen. Debussy verzichtete in seinen Liedern auf die Klangfülle der deutschen Spätromantik, orientierte sich deutlich am Wort und schrieb filigrane harmonische Konstruktionen um eine klare vokale Melodie, die sämtliche Nuancen des Textes auszuleuchten versuchten.
In Italien schrieben die bekanntesten Komponisten ebenso für die großen Opernbühnen wie auch für kleiner dimensionierte Besetzungen. Gioachino Rossini schrieb seine Serate musicali (Soirées musicales) für Gesang und Klavier nach seiner Operntätigkeit in Paris. Auch Vincenzo Bellini, Gaetano Donizetti und Giuseppe Verdi verfassten verschiedenste Kompositionen in der Liedform, die heute in Deutschland nur wenig bekannt sind. Gerade die Lieder Verdis zeichnen sich durch Charakterschilderungen und kleine Szenen aus, die auch für seine Opern typisch sind, allerdings ohne einen größeren dramatischen Bogen über die einzelnen Stücke zu spannen. Die italienischen romantischen Lieder sind dem Primat der Melodie und dem Geist des Belcanto verpflichtet; sie leben mehr von der Intensität oder der sprühenden Verve des Vortrags, einem kultivierten Legato und einer geschickten Phrasierung als von komplexen harmonischen Konstruktionen.
Polen und das heutige Tschechien werden aus romantisch-nationalistischer Sicht von folgenden Komponisten vertreten: Frédéric Chopins Lieder sind nahe am Volkslied gedacht und verraten deshalb bewusst wenig von seiner pianistischen Raffinesse. Stanisław Moniuszko, der mehr als 300 Lieder komponierte, ist auf den Konzertbühnen zu Unrecht in Vergessenheit geraten. Bedřich Smetana und Antonín Dvořák sind auf slawischen Bühnen präsenter als in Deutschland, obwohl ihre Lieder auch in zahlreichen Übersetzungen vorliegen. Beide versuchten so volksnah wie möglich zu schreiben, um sich von der österreichischen Hegemonialmacht und ihrer Kultur abzugrenzen. Leoš Janáček wirkte nach seinen Studien in Prag, Leipzig und Wien jahrzehntelang in Brünn (Brno), wo er seine eigene Tonsprache in Ruhe reifen lassen konnte. Zápisnik zmizehélo (Tagebuch eines Verschollenen) für Tenor, Alt und drei Frauenstimmen entstand aus Gedichten, die er in einer Brünner Zeitung vorfand. Sie erzählen die Geschichte eines mährischen Bauernburschen, der sich in ein Zigeunermädchen verliebte, und, weil sie ein Kind von ihm erwartete, mit ihr verschwand. Janáček formte daraus einen Liederzyklus mit 21 Liedern, die Max Brod kongenial ins Deutsche übersetzte. Brod komponierte auch eine Reihe von Liedern, von denen ihm der 126. Psalm besonders wichtig war.
In Russland schrieben Pjotr Iljitsch Tschaikowski, Sergei Rachmaninow, Michail Glinka und Modest Mussorgski die heute bekanntesten romantischen russischen Lieder. Neben langen lyrischen Linien und expressivem Gesang zeigen sie ihre stärksten Qualitäten in der Nähe von Melancholie, Träumerei und Pathos. Im skandinavischen Raum setzten sich Edvard Grieg, Jean Sibelius, Hugo Alfvén und Yrjö Kilpinen, der über 700 Lieder komponierte, mit der Gattung Lied auseinander.

### 20. Jahrhundert

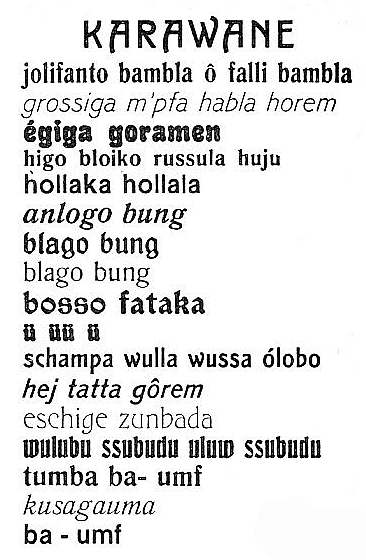
Hugo Balls Lautgedicht Karawane, 1917

In Deutschland war die Zeit zwischen dem Ersten Weltkrieg und dem Zweiten Weltkrieg, die Jahre 1918 bis 1933, geprägt durch Deutsche Reparationen nach dem Ersten Weltkrieg an Frankreich, die Weltwirtschaftskrise und hohe Arbeitslosigkeit in den Städten. Trotzdem boten nach kurzer Zeit Theater, Orchester und andere Veranstalter wieder Opern und Konzerte an. Die Liederabende hatten die kriegsbedingte Krise überstanden, und durch ihren vergleichsweise geringen Organisationsaufwand sogar an Bedeutung gewonnen. Rundfunk und Schallplatte ließen vormals lokal gefeierte Sänger zu deutschlandweit gesuchten Solisten werden. Ein einheitlicher musikalischer Stil lässt sich an den Liedern jedoch nicht mehr verfolgen. Die Wandervogel-Bewegung suchte nach romantischen Idealen und Naturerlebnissen als Gegenentwurf zum Großstadtleben und dem artifiziellen Kunstlied. Sie fasste Volkslieder und Gemeinschaftslieder, die in geselliger Runde gesungen wurden, im Zupfgeigenhansl zusammen. Die Ideale des wilhelminischen Kaiserreiches wurden nach dem Ersten Weltkrieg radikal in Frage gestellt und machten experimentierfreudigen Kunstformen jenseits des konventionellen Liedes Platz. Der Dadaismus von Hugo Ball, Kurt Schwitters und Ernst Jandl zersetzte die Worte eines Gedichtes bis zur Unkenntlichkeit. Davon beeinflusst wurde Erwin Schulhoff, der mit seinen Fünf Gesängen mit Klavier op. 32 erklärt:

„Taktstrich, Takt und Vortragsbezeichnungen fallen hier aus dem Grunde weg, um die Freiheit der Aufführung möglichst unbehindert zu lassen. […] Ferner sind die Musikstücke in ganz verschleierten und gedämpften Harmonien wiederzugeben, damit die Abstrakta des Wortinhaltes eines jeden Stückes möglichst ausdrucksvoll zur Geltung gelangen.“

Zusätzlich begann die Arbeiterbewegung, 1917 in Russland initiiert, mit ihrer neuen, einfachen Form des Arbeiterliedes, auf das Kunstlied einzuwirken – es entstand der „Song“, der antibürgerlich soziale Missstände anprangerte. Elemente von amerikanischem Jazz, Kino und Schlagern fanden ihren Nachhall in diesen Kompositionen, die oft für ein Massenpublikum taugliche Gebrauchsmusik darstellten und sich leicht mitsingen ließen. Hanns Eisler und Kurt Weill kleideten die sozialkritischen Worte Bertolt Brechts in Musik, Stefan Wolpe trug mit Drei Liedern nach Gedichten von Erich Kästner, darunter Ansprache einer Bardame und dem Brief eines Dienstmädchens mit Namen Amalie bewusst dazu bei, die als elitär empfundenen lyrischen Vorlagen der Lieder auszuhebeln. Für diese Werke entwickelte sich der passende Vortragsstil im rohen, parlierenden Sprechgesang einer Diseuse.

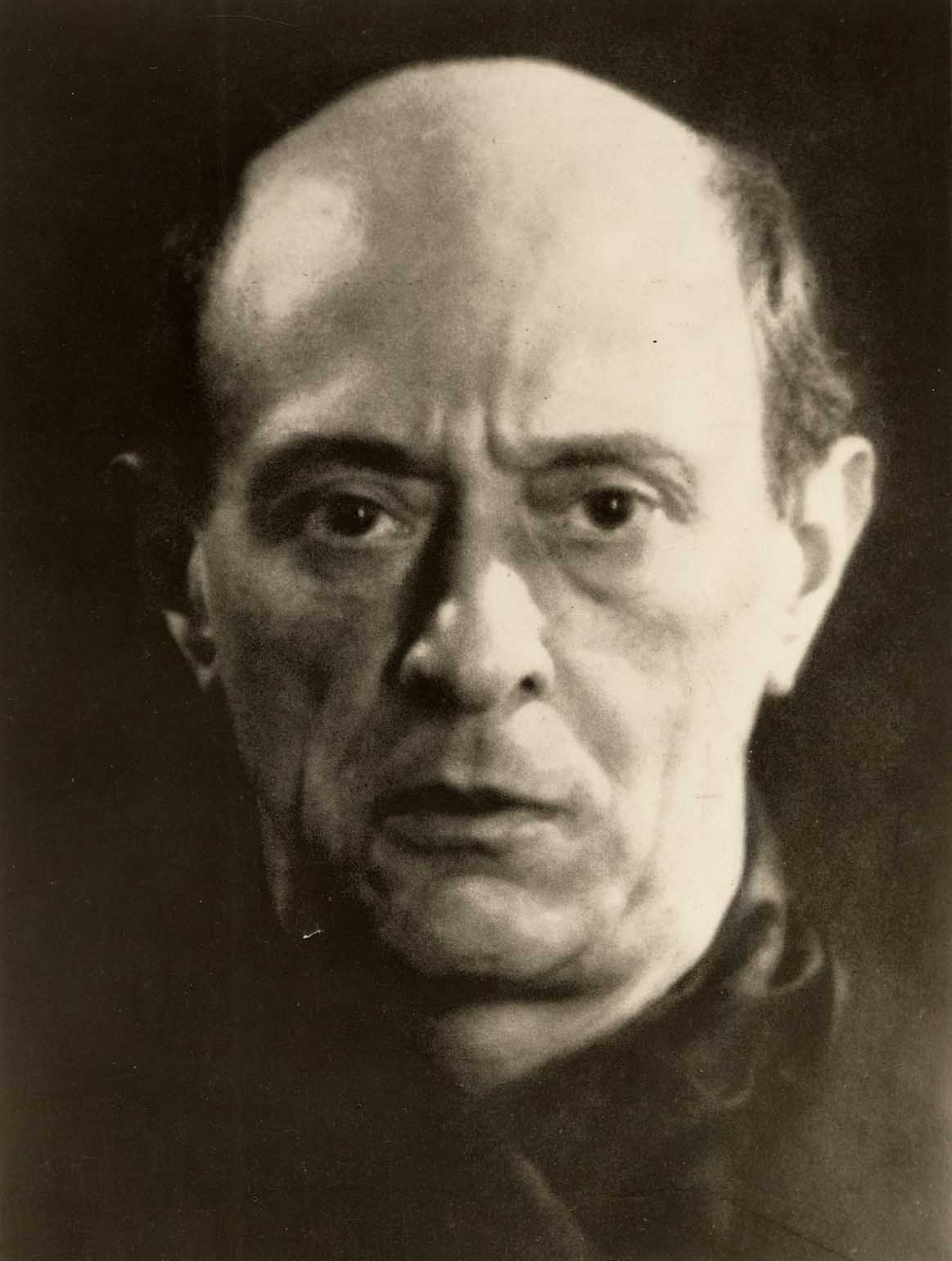
Arnold Schönberg, fotografiert von Man Ray, 1927

Komponisten, die in dieser Umgebung ihre Identität als Avantgarde zu wahren versuchten, blieb nicht selten nur der Rückzug ins Private. Arnold Schönberg regte 1918 die Gründung eines Vereins für musikalische Privataufführungen an, wo Kenner und Spezialisten sich über das Neueste in der Kunst austauschen sollten. Daraus erwuchs später die bis heute aktive Internationale Gesellschaft für Neue Musik.
Schönbergs bekannteste Beiträge zur Form des Liederzyklus sind Pierrot lunaire op. 21 von 1912 für Sprechgesang – der nie an Gesang erinnern durfte – und Kammerensemble sowie Das Buch der hängenden Gärten op. 15 auf Texte von Stefan George. Einer Erweiterung der Ausdrucksmöglichkeiten der menschlichen Stimme zwischen Singen und Sprechen war damit der Weg geebnet. Auch mit dem vorhandenen Tonmaterial wurde ähnlich experimentell umgegangen. Zwischen Spätromantik, Atonalität und Zwölftonmusik hatte jeder Komponist in Schönbergs geistiger Umgebung seinen eigenen Weg zu finden. Dabei wurde von Schönberg strikt alles vermieden, was an Dreiklänge und herkömmliche, veraltete Melodien und Harmonien erinnerte. Seelische Ausnahmezustände und soziale Not wurden in einer Ästhetik des Aufschreis zu Papier gebracht, was nach einer entsprechenden, intensiven Expressivität verlangte.
Sein Schüler Anton Webern befreite in seinen Liedern op. 12 den Akkord aus seinen vorgegebenen tonalen Zusammenhängen und konzentrierte sich auf den Einzelton, der losgelöst von einem harmonischen Gerüst existierte. Thematisch rücken geistliche Gedanken bei Webern auch in seinem immer transparenter und klarer konstruierten Werk stärker in den Vordergrund.
Paul Hindemith setzte einen Gegenpol zu der Zwölftonmusik, indem er mit seinem Werk Unterweisung im Tonsatz aufzeigte, dass die Terz in der Harmonik seit dem späten Mittelalter eine besondere Rolle innegehabt hatte und schlug die antike Intervall-Lehre als Alternative vor. Statt wie Schönberg sämtliche Dreiklänge zu vermeiden und auf kleinen Sekunden und große Septimen aufzubauen, bevorzugt Hindemith Quinten und Quarten als Harmonieträger, die im Gegensatz zu Tritonus enthaltenden Intervallen keiner Auflösung mehr bedürfen. Sein Zyklus Das Marienleben auf Texte von Rainer Maria Rilke erzählt die Geschichte der biblischen Maria nach.

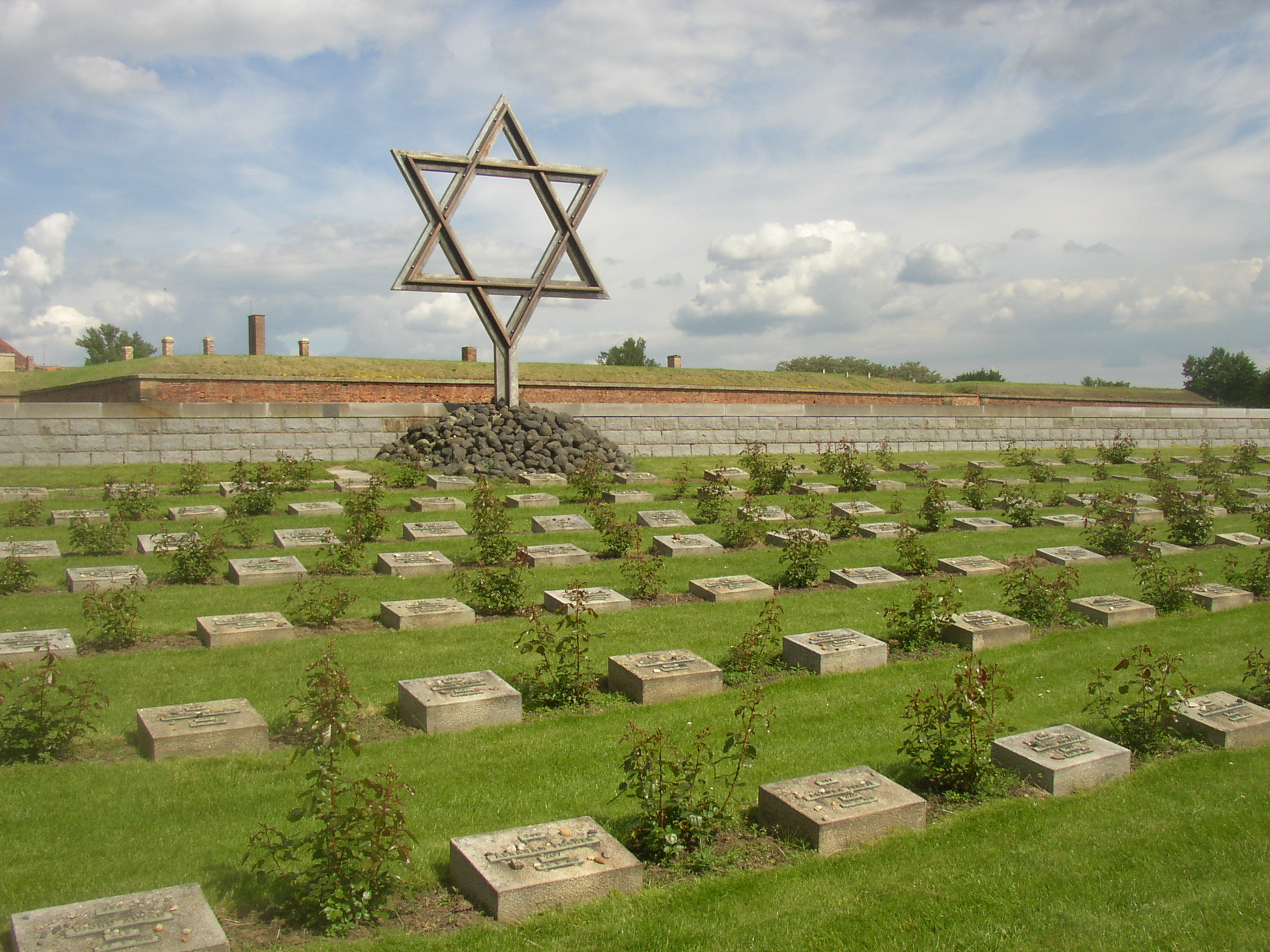
Gedenkstätte im tschechischen Konzentrationslager Terezín

Der in den 30er Jahren einsetzende Nationalsozialismus sollte auf die Musik Deutschlands weitreichenden Einfluss bekommen. Individueller, persönlicher künstlerischer Ausdruck war im gleichgeschalteten Parteibetrieb nicht mehr gefragt. Musik, die fortschrittlich, ambitioniert, utopisch-phantastisch oder mit Einflüssen aus dem Jazz versehen war, wurde unterdrückt, Kunst und Kultur wurden zu einem Instrument parteipolitischer Propaganda unter der Leitung von Joseph Goebbels. An den Schaltstellen der Musikerziehung wurden nur noch parteitreue Professoren und Lehrer zugelassen, Personen jüdischer Herkunft wurden fristlos vom Dienst suspendiert. Alles, was kulturell in Deutschland passierte, unterlag den Beschlüssen der Reichskulturkammer, deren Präsidium Richard Strauss auf Anraten von Paul Graener ausübte, der nach ihm diesen Posten innehatte. Komponisten, die der Ideologie der NSDAP widersprachen, wurden öffentlich als Komponisten entarteter Musik diskriminiert, mit Aufführungsverbot belegt, verfolgt und, wenn sie jüdischer Herkunft waren, in Konzentrationslager wie das tschechische Terezín gebracht, falls sie vorher nicht flüchten konnten. Zu diesen zählten Erwin Schulhoff, Viktor Ullmann, Hans Krása, Gideon Klein, Pavel Haas, Zikmund Schul, Edwin Geist und andere.
Die gesteigerte Sensibilität des Kunstliedes wirkte auf die Ideologie der Nationalsozialisten wie ein „Überindividualismus“ und sollte durch eine Form des „geselligen Gemeinschaftliedes“ weitgehend ersetzt werden. Der Zupfgeigenhansl der Wandervogel-Bewegung bot hier genügend Material. Weiterhin sollten Lieder laut Goebbels „schön“ und „sentimentalitätslos-sachlich“ sein, der Ausdruck von Zweifel, Kritik und Skepsis waren unerwünscht, um die notwendige „Siegermentalität“ zu fördern.
Komponisten mit jüdischen Ehepartnern oder liberal eingestellte Künstler verwehrten sich gegen eine Vereinnahmung des übermächtigen Kulturapparates. Karl Amadeus Hartmann, der wegen anderer progressiver Stücke bereits das Berufsverbot erhalten hatte, schrieb aus einer Protesthaltung heraus den hymnisch angelegten Liederzyklus Lamento (1936/37), der sich auf den Zyklus Friede anno 48 für Sopran, Chor und Klavier bezieht. Auch Walter Braunfels wurde wegen seiner jüdischen Herkunft die Berufserlaubnis entzogen. Von ihm existieren heute noch neben der Oper Die Vögel und dem Te Deum Lieder, die heute kaum bekannt sind, aber eine lohnende Wiederentdeckung versprechen: Drei chinesische Lieder für hohe Stimme und Orchester, Auf ein Soldatengrab für Bariton und Orchester, Romantische Gesänge und Von der Liebe süß und bittrer Frucht für Sopran und Orchester, Lieder von Johann Wolfgang von Goethe, Friedrich Hölderlin, Hermann Hesse und anderen Dichtern sind neben anderen Kompositionen erhalten geblieben.
Ähnlich erging es Boris Blacher, Günter Raphael, Hanning Schröder, Hans Erich Apostel, Hanns Eisler. Adolf Schönberg und Kurt Weill emigrierten, wie Franz Schreker, Paul Dessau, Alexander Zemlinsky, Paul Hindemith, Erich Wolfgang Korngold, Ernst Krenek und viele andere Künstler, notgedrungen in die Vereinigten Staaten von Amerika.

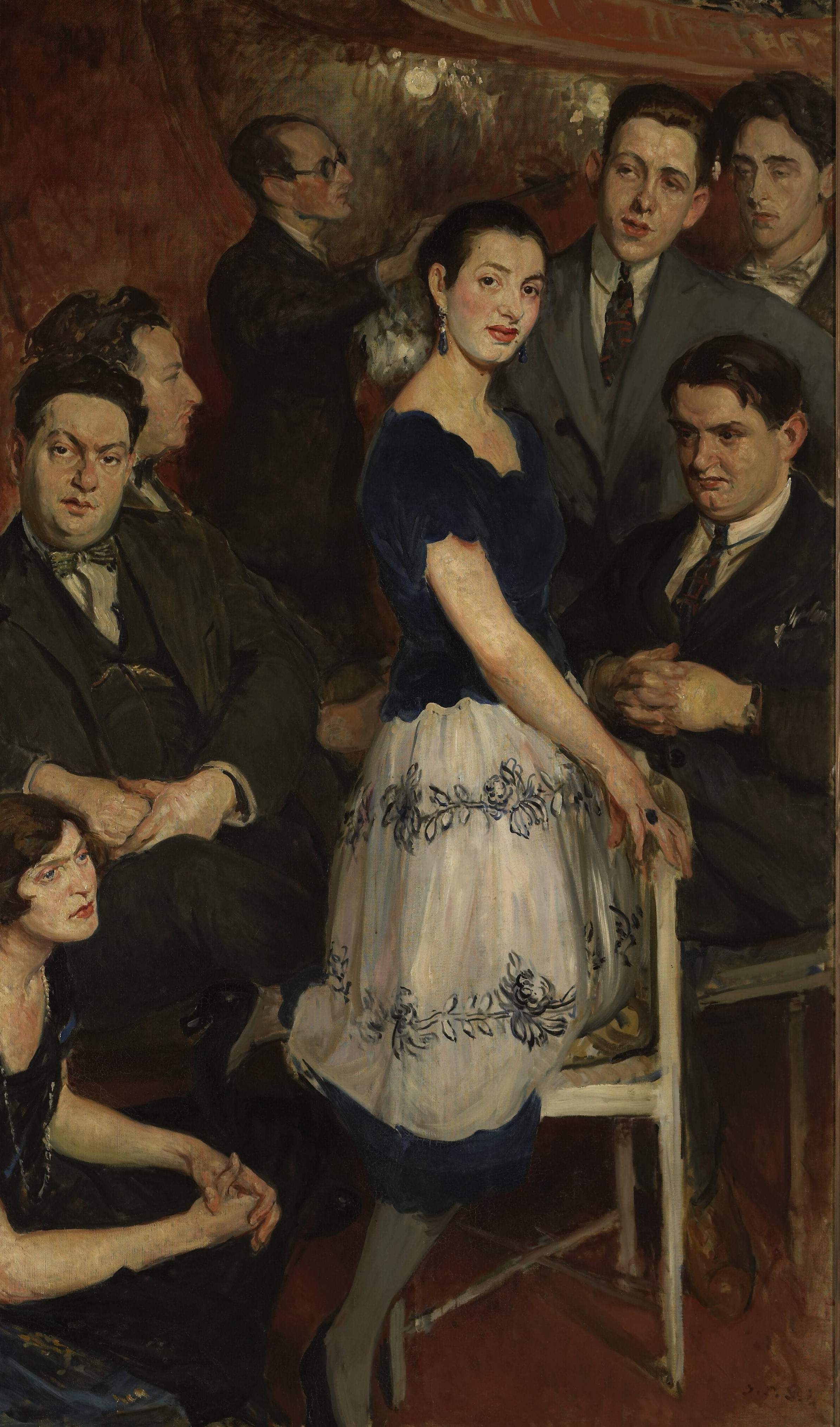
Jacques-Émile Blanche: Le Groupe des Six (1921). Im Zentrum die Pianistin Marcelle Meyer. Links (von unten nach oben): Germaine Tailleferre, Darius Milhaud, Arthur Honegger, Louis Durey. Rechts sitzt Georges Auric, dahinter Francis Poulenc sowie Jean Cocteau.

In Frankreich entstand als Reaktion auf die Wirren des Ersten Weltkrieges die Groupe des Six mit Louis Durey, Arthur Honegger, Darius Milhaud, Germaine Tailleferre, Georges Auric und Francis Poulenc. Sie stellten unter Berufung auf Igor Strawinsky ein produktives Spannungsfeld zur Tonalität und zur Unterhaltungsmusik her. Auch Erik Satie wirkte als Enfant terrible ausschließlich als Musiker und führte das Absurde in die Musik der Zeit ein. Die Groupe des Six entwickelte sich nach kollektiven Konzertprojekten (Les mariés de la tour Eiffel, 1921) im Verlauf ihres Bestehens durch die unterschiedlichen Eigenschaften ihrer Mitglieder auseinander.
Zur gleichen Zeit wirkten in der Gruppierung „La jeune France“ Komponisten, die die frivole Ästhetik der Six ablehnten und für eine neue Ernsthaftigkeit in der Musik eintraten. Dazu gehörten Albert Roussel, Charles Koechlin, Maurice Delage, Jacques Ibert und Olivier Messiaen. Von seinen Liedern, für die er die Texte weitgehend selbst verfasste, sind drei Zyklen für dramatischen Sopran und Orchester bemerkenswert: die Poèmes pour Mi, seiner ersten Frau gewidmet, deren Kosename im Titel auftaucht; die Chants de terre et de ciel (1938) und Harawi (1945), das mit zwölf Gesängen von über einstündiger Dauer deutlich über den Rahmen eines Liederzyklus hinausgeht. Der Text besteht aus einer Phantasiesprache auf Basis des Idioms südamerikanischer Andenvölker, dem Quechua, und französischen Versatzstücken und mündet in eine Vision der vorzivilisatorischen Menschen, der sich selbst noch nicht entfremdet ist.
In Großbritannien wirkten Edward Elgar, der mit Sea Pictures (1897/99) ein eindringliches Werk für Alt und großes Orchester schuf, und Ralph Vaughan Williams, dessen Songs of Travel als groß angelegter Klavierzyklus auf Gedichte von Robert Louis Stevenson zu seinen großen vokalen Kammermusikwerken zählen. Daneben ist Benjamin Britten als überaus vielseitiger Komponist und Volksliedbearbeiter zu nennen. Viele seiner Lieder schrieb er für den englischen Tenor Peter Pears, aber auch Kathleen Ferrier, Dietrich Fischer-Dieskau und Galina Wischnewskaja dienten ihm als Klanginspiration. On this island op. 11, Cabaret Songs, Les Illuminations und die Seven Sonnets by Michelangelo, die Britten ausdrücklich für Pears schrieb, und The Holy Sonnets of John Donne op. 35 seien hier genannt. Letztere entstanden 1945 nach einer gemeinsamen Tournee mit Yehudi Menuhin durch die befreiten Konzentrationslager in Deutschland.

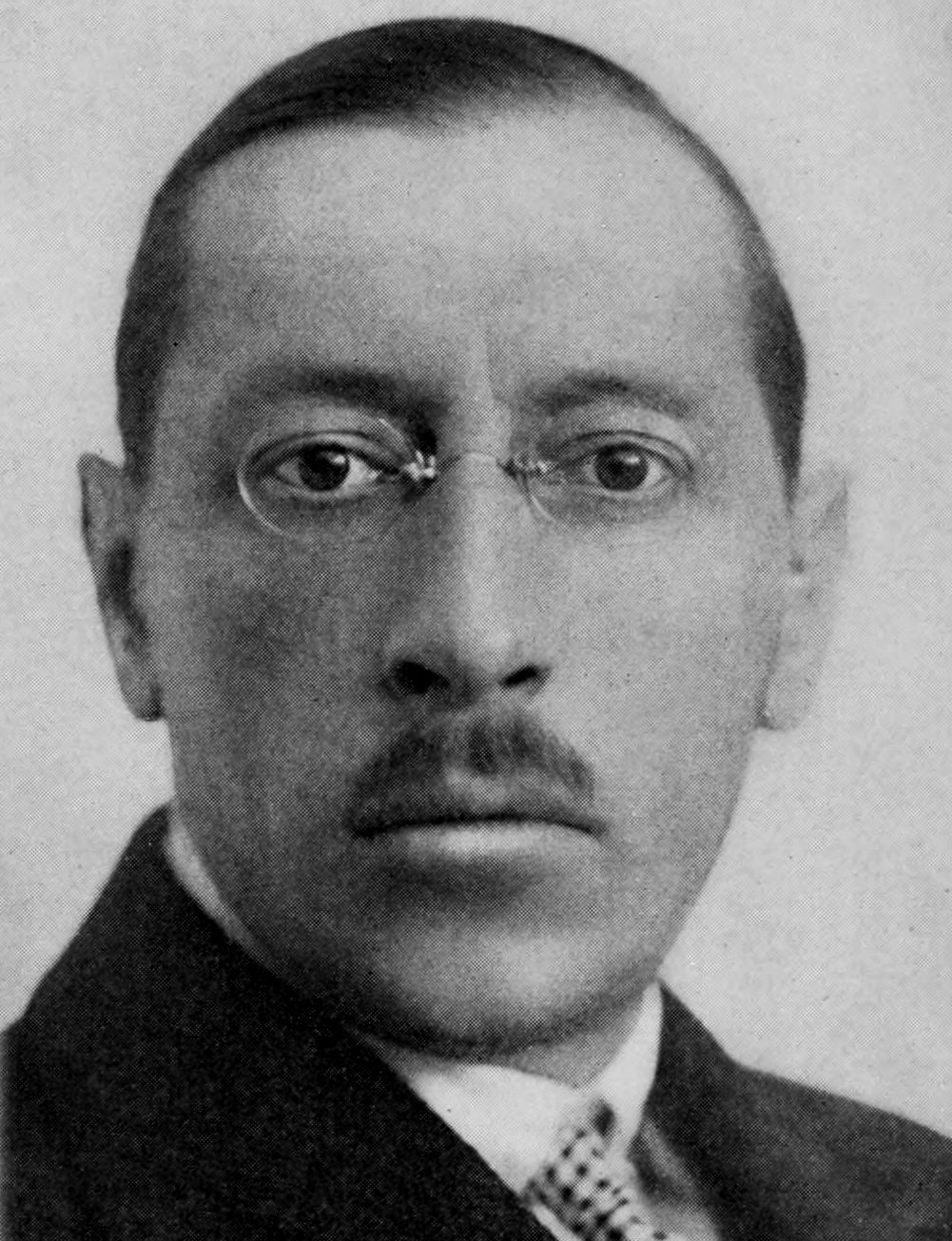
Igor Strawinski, 1921

Russland war aufgrund der politischen Situation des Stalinismus eine schwierige Umgebung für komponierende Künstler. Igor Strawinski lebte von 1910 bis 1939 in Paris oder in der Schweiz, ab Beginn des Zweiten Weltkrieges ebenfalls in den USA Während sich seine bahnbrechenden Ballette immer noch einer weltweiten Bekanntheit sicher sein können, gilt dies nicht in gleichem Maß für sein Liedschaffen. Während er zunächst noch der spätromantischen Tonsprache verhaftet war, kündigte sich in seinen Kinderliedern 1906 seine eigene Tonsprache an. Die Trois Histoires pour enfants (1920) handeln von verschiedenen Tieren. Pribautki von 1914 nimmt die Nonsens-Verse des Dada mit auf und verarbeitet sie für Männerstimme und Kammerensemble. Deux Poèmes auf Gedichte von Paul Verlaine für Bass und Klavier sowie Trois Poésies de la lyrique japonaise für Sopran und Kammerensemble bzw. Klavier sind selten aufgeführte, aber lohnende Ergänzungen zu einem Konzertprogramm. Auch Dmitri Schostakowitsch, dessen Kompositionen immer mehrschichtig gelesen werden müssen, ist eher für seine Orchesterwerke als für seine zahlreichen Lieder bekannt, von denen die Suite nach Gedichten von Michelangelo Buonarotti op. 145 für Bass und Klavier ebenfalls in einer Orchesterversion existieren. Schostakowitsch, der den Zyklus bereits schwer krank 1974 schrieb, bezeichnete sie einmal scherzhaft als seine „16. Sinfonie“. Der Komponist verarbeitete darin zahlreiche motivische Bezüge auf sein gesamtes übriges Werk. Das Klaviervorspiel zum ersten Gedicht Wahrheit wird im letzten, Tod, wieder aufgenommen. Dazwischen handeln die Themen von Liebe, Zweifel an der Gerechtigkeit und einer philosophischen Betrachtung der Welt.
In Spanien entwickelten Isaac Albéniz, Enrique Granados und Joaquín Turina durch eine Vermischung von französischem Impressionismus und andalusischen Volksweisen eine bemerkenswerte eigenständige Klangfarbe, die vor allem im Ausland zunehmend wahrgenommen wurde.
Die Vereinigten Staaten boten als „Land der unbegrenzten Möglichkeiten“ zunächst den Vorteil, dass man mit europäischen Traditionen etwas unverkrampfter umgehen konnte. Trotzdem blieb die Verbindung nach Europa ein wichtiger Bestandteil der kulturellen Ausbildung. Viele amerikanische Komponisten, so z. B. Virgil Thomson und Aaron Copland, nahmen Unterricht bei Nadia Boulanger in Paris. Als einer der bedeutendsten amerikanischen Komponisten gilt Charles Ives, der in einer verwirrenden stilistischen Vielfalt 114 Songs von insgesamt 150 herausgab, bildet ein adäquates Bild der ebenso pluralistischen Bevölkerungsstruktur der „Neuen Welt“. Samuel Barber, Gian Carlo Menotti, Edgar Varèse und Georges Antheil sind ebenso als führende amerikanische Komponisten zu nennen; Amy Marcy Beach und Ruth Crawford Seeger vertreten die heute immer mehr öffentlich aufgeführten Komponistinnen.
Deutschland nach 1945

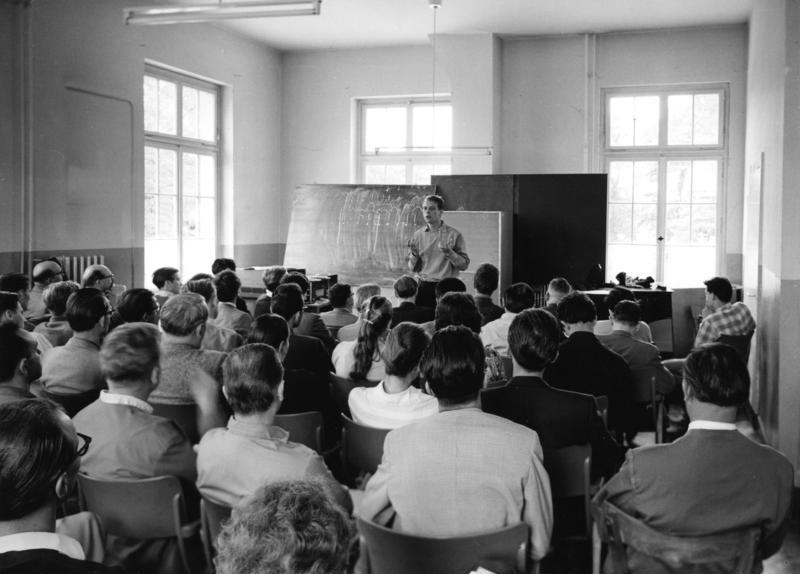
Darmstädter Ferienkurse für Neue Musik, Seminar mit Karlheinz Stockhausen, 1957

Nach dem Zusammenbruch des dritten Reiches und der deutschen Teilung blieb in Deutschland ein tiefes Gefühl der Trauer, Desillusionierung und Verunsicherung zurück. Bis in die 60er Jahre hinein lässt sich das kollektiv erlebte Trauma in der Komposition deutscher Komponisten ablesen. Zeitgleich verschwand das allgemeine Singen aus dem Musikunterricht deutscher Schulen, das „Gemeinschaftslied“ erlebte nur zögerlich eine Rückkehr in die Bundesrepublik Deutschland, während in die Deutsche Demokratische Republik das Singen gemeinsamer Pionierlieder weiterhin als Propagandainstrument genutzt wurde. Die Leitfiguren Anton Webern und Béla Bartók waren beide 1945 gestorben. Exilierte Komponisten lehnten die Rückkehr nach Deutschland und Österreich zum größten Teil ab. Wolfgang Fortner und Hermann Heiß luden deshalb die neue Komponistengeneration dazu ein, sich in den Ferienkursen für internationale Musik auszudrücken und auszuprobieren, was vorher verboten gewesen war. Werke von Hindemith, Strawinski, Bartók und Krenek erklangen dort genauso wie Werke der Veranstalter. Das Buch der hängenden Gärten von Schönberg hatte Signalwirkung auf die Kurse, und man begann, sich mit ihm und seinen Nachfolgern und insbesondere der verwendeten Kompositionstechnik auseinanderzusetzen. Scholastische Auseinandersetzungen ergaben sich dabei mit den Nachfolgern der Hindemithschen Ästhetik.
Zu den ersten Nutznießern der Ferienkurse zählte Bernd Alois Zimmermann. Auch Hans Werner Henze besuchte die Ferienkurse und verfasste mit Whispers of heavenly death für hohe Stimme ein in der Zwölftontechnik komponiertes Werk, bevor er sich mit den Cinque canzoni neapoletani für Bariton und Klavier 1957 von dem zunehmend dogmatischeren geistigen Klima Darmstadts löste.

„Alle beriefen sich auf ein hohes und auf handwerklicher Meisterschaft beruhendes Berufsethos. […] Dabei hatten viele ihr Heil im Anschluss an die Strenge des 20er Jahre gefunden und sich einer Sprache der neuen Einfachheit bedient, und nicht selten waren Expressivität und Klangzauber – Hauptmerkmale des romantischen Klavierliedes – auf der Strecke geblieben. Damit stand das Genre des klavierbegleiteten Sololiedes per se auf dem Prüfstand; doch die Versuche, es gänzlich abzuschaffen und durch neue Darbietungsformen zu ersetzen, sollten erst noch kommen!“

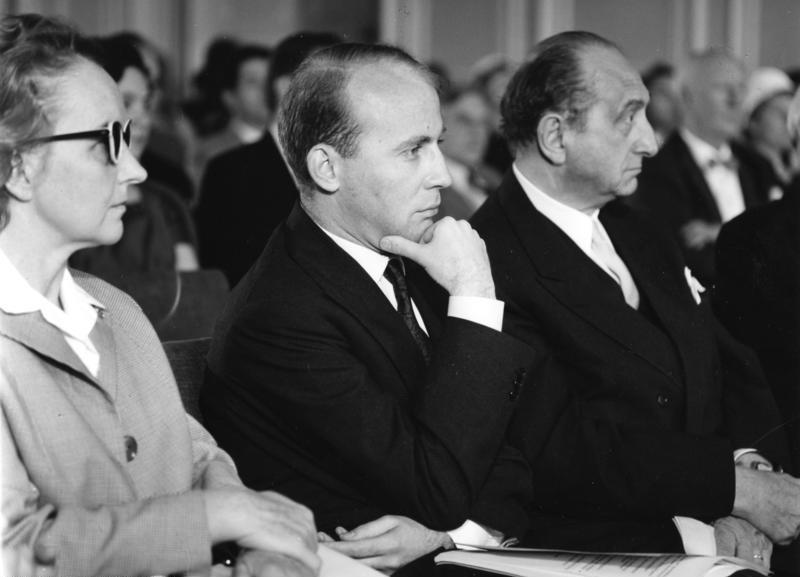
Hans Werner Henze, 1960

Mauricio Kagel verband die Lust an der Verunsicherung des Publikums, die aus dem Geist der 68er-Bewegung herrührte, mit Ironie und Verfremdung. Seine „Liederoper“ Aus Deutschland (1977/80) basiert auf dem Zitat Franz Liszts, dass jedes Lied im Grunde eine kleine Oper sei. Er arrangiert 27 „Lebende Bilder“ und lässt darin Franz Schubert persönlich mit Moritz von Schwind, Caspar David Friedrich und Johann Heinrich Füssli auftreten. Über 70 Liedtexte werden von ihm auf „irritierend wohlvertraute“ Art verarbeitet. Das Werk ist eine Liebeserklärung an das romantische Lied an sich, gleichzeitig aber auch eine Parodie.
György Ligeti verfasste mit seinen Aventures (1962/63) und Nouvelles Aventures (1962/65) Stücke, die mit drei Sängern und sieben Instrumentalisten ebenso jenseits der Liedgattung zu stehen scheinen und vom Komponisten den Titel Mimodramen bekamen. In skurrilen kleinen Szenen werden nur noch Bruchfetzen der Sprache benutzt, eine „imaginäre Bühnenhandlung“ soll entstehen. Dabei wird von den Vokalisten – klassischer Gesang wird kaum benutzt – gehaucht, geschrien, gestöhnt und gezischt. Stücke für Stimme und ein zeitgenössisches Ensemble mit mindestens zwei Musikern lösten das Klavierduo ab, seltener sind die Werke für Stimme und Klavier oder sogar für Stimme solo, wie z. B. Luciano Berios Sequenza III. Helmut Lachenmann, der Schüler von Luigi Nono war, komponierte nach temA für Stimme, Flöte und Violoncello zuletzt Got lost für Stimme und Klavier, das mit einer Aufführungszeit von etwa 30 Minuten ebenfalls den Rahmen der Gattung sprengt. An Lachenmann zeigt sich die Schwierigkeit, den protestierenden, schockierenden und unangepassten Gestus, den er in temA als Verweigerung aller bekannten Traditionen des Singens nieder schrieb, aufrechtzuerhalten:

„So gebe ich zu, dass das jüngst uraufgeführte Werk von Helmut Lachenmann, Got lost für Stimme und Klavier, für mich einfach nur enttäuschend war: dreimal zu lang im Verhältnis zur entfalteten Idee, konservativ im Ansatz – ein verhindertes Klaviermelodram – und vor allem ein Rückfall in einen altavantgardistischen Tonfall der 1960er Jahre, als wolle jemand eine Einführung in nicht-konventionelles, eben avantgardistisches Komponieren geben, gleichsam eine unfreiwillige Pädagogik. Lachenmann tappte in seine eigene Falle: Der Stil schlägt um in Manierismus, eine Kategorie, die er so häufig der Gegenseite, dem Komplexismus, vorhielt; und sein Hang, in Länge auszuarten. Wäre dieses Stück vielleicht 7 oder 8 Minuten (statt der über 20) lang geworden, es wäre immerhin eine kleine, aber konzentrierte Angelegenheit.“

Diesen Kompositionen ist gemeinsam, dass sie nicht nur versuchen, die Belastungsgrenze der Stimme auszuloten, sondern auch neue Ausdrucksformen zu finden, die sich von der melodisch geprägten Gesangsästhetik unterscheidet, mit Brüchen, Reibungen, Unvorhergesehenem arbeitet und die Ausdrucksmöglichkeiten der menschlichen Stimme jenseits klassischer Belcanto-Technik auslotet. Dieter Schnebel trieb diesen Prozess auf die Spitze, indem seine Maulwerke alle an der Stimmerzeugung beteiligten Organe einzeln benutzen: Zungenschläge & Lippenspiel sowie Kehlkopfspannungen und Gurgelrollen sind nicht mehr dazu gedacht, menschlich verständliche Laute von sich zu geben. Bei Milko Kelemen stehen in Die sieben Plagen auch die Anweisungen „Kotzen“, „Schluckauf“ und „Pfeifen wie ein Vogel“.

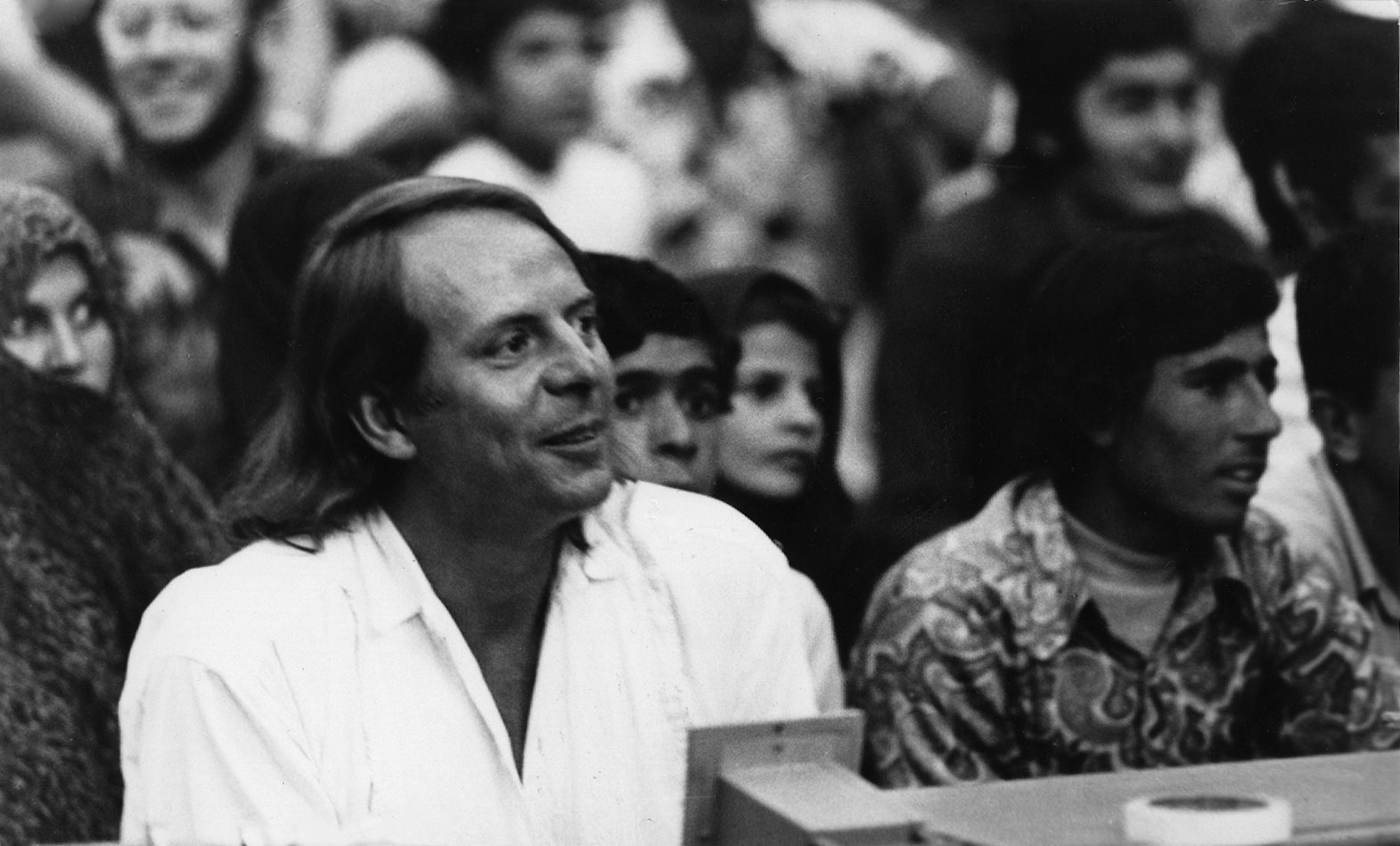
Karlheinz Stockhausen auf dem Schiras-Kunstfestival im Iran, 1972

Die elektronische Musik und neue Möglichkeiten der Tontechnik nahmen ebenfalls Einfluss auf Kompositionen ab den 50er Jahren. Karlheinz Stockhausen führte mit dem Gesang der Jünglinge im Feuerofen (1955) für Tonband die Möglichkeiten dieses „neuen Instrumentes“ vor. Stockhausen zerlegte die vorher eingesungene Melodie im Tonstudio in kleine Teile und verfremdete sie mit elektronischen Generatoren-Klängen. Seit der Uraufführung der Jünglinge im Feuerofen werden immer wieder auch elektronische Klänge in moderne Kompositionen einbezogen.
Nach diesen Experimenten, über die Clemens Kühn in der deutschen Musikzeitschrift Musica 1981 schrieb, dass das Lied „praktisch tot“ wäre, zeigte sich aber, dass viele Möglichkeiten des Komponierens von Vokalmusik ausgereizt waren. Die Dekonstruktionswelle verebbte in den 70er Jahren, und in den 80er Jahren waren wieder Inhalte gefragt, die sich in hochwertigen Gedichten fanden. Hier nahmen Hans Werner Henze, Wolfgang Rihm und Aribert Reimann eine wichtige Rolle ein.
Nach Henzes ersten Stücken unter dem Einfluss der Darmstädter Ferienkurse folgten Nachtstücke und Arien für Sopran und Orchester, Kammermusik (1958) für Tenor und kleines Ensemble. Being beauteous (1963) für Koloratursopran, Harfe und vier Violoncelli wird gefolgt von politisch engagierten Stücken wie El Cimarrón, das die Geschichte des geflohenen Sklaven Estéban Montejo nacherzählt. Die Interpreten wirken hierbei auch improvisierend als Mitautoren des Werkes. Nach dieser Phase kehrte Henze wieder zu einer unpolitischen Musica pura zurück, die mit Three Auden songs für Tenor und Klavier (1983) auf Texte von W. H. Auden und vor allem Sechs Gesängen aus dem Arabischen (1997/98) seine neue Form fand.

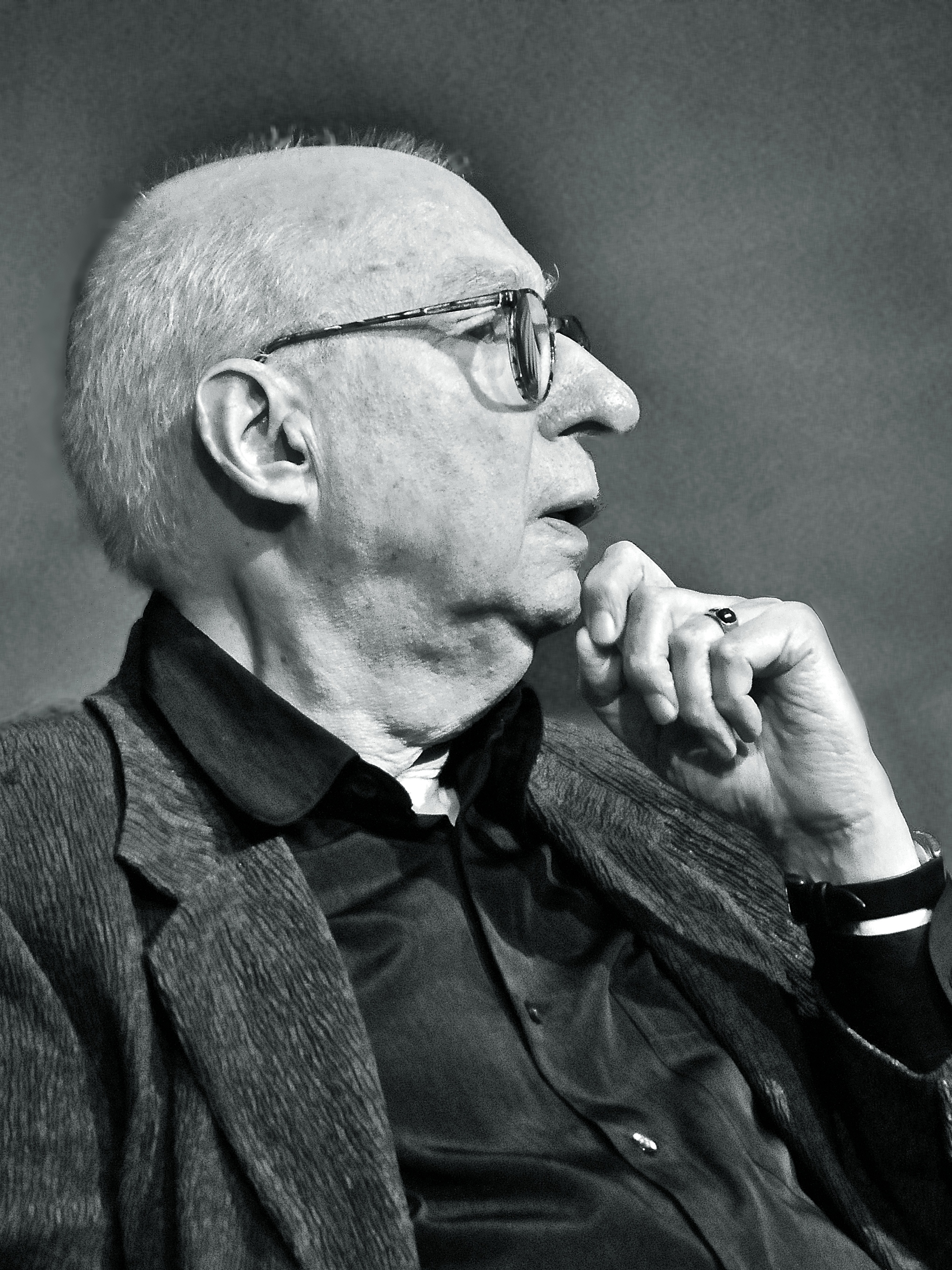
Aribert Reimann, 2010

Aribert Reimann wuchs als Sohn einer Sängerin und eines Kirchenmusikers auf. Er vertonte Gedichte, ohne sie in ihre semantischen Einzelteile zu zerlegen, und ließ sie als Kunstwerk unangetastet. Paul Celan bildete für ihn eine wichtige Inspirationsquelle. In seinen Kinderliedern (1961) für Sopran und Klavier verwendet er abrupte Registersprünge und eine sehr hohe Stimmlage. Die zugrunde liegenden Texte von Werner Reinert beziehen sich weniger auf die Zielgruppe des Zyklus als auf die Themen, mit denen ein Kind sich die Welt erschließt. Die Singstimme wird mit melismatischen, sogar koloraturartigen Passagen bedacht, der Klavierpart mit virtuosen Sprüngen oder klarer Satzstruktur:
Nach kleiner dimensionierten Stücken wie Three Sonnets nach William Shakespeare und Nachtstück I nach Eichendorff schreibt Reimann die Engführung für Tenor und Klavier (1967), das ein Gedicht Celans zur Grundlage nimmt und mit der Dauer von fast einer halben Stunde an eine Kantate erinnert. Erstmals gebraucht er eine Notation, die zwar die Tonhöhe vorschreibt, der Tondauer aber keine Vorschriften macht. Six poems by Sylvia Plath für Sopran und Klavier (1975) erkundet die psychischen Gefährdungen der Lyrik Sylvia Plaths mit extrem kontrastreichen musikalischen Mitteln, die in raschem Wechsel in schwindelnder Höhe gesungen oder am unteren Stimmrand ausgeführt werden. In den Sonetten der Louize Labé (1986) schreibt er einen – wiederum halbstündigen – anspruchsvollen Liederzyklus für Mezzosopran und Klavier. Ab den 80er Jahren wendet Reimann auch alternative Spieltechniken für das Klavier an, so zum Beispiel mit präparierten Saiten in Shine and Dark (1989) für Bariton und Klavier. Vollständig auf eine Begleitung verzichtet er in den Stücken Entsorgt (Bariton solo, 1989), Eingedunkelt (Alt solo, 1992) und Lady Lazarus (Sopran solo, 1992).

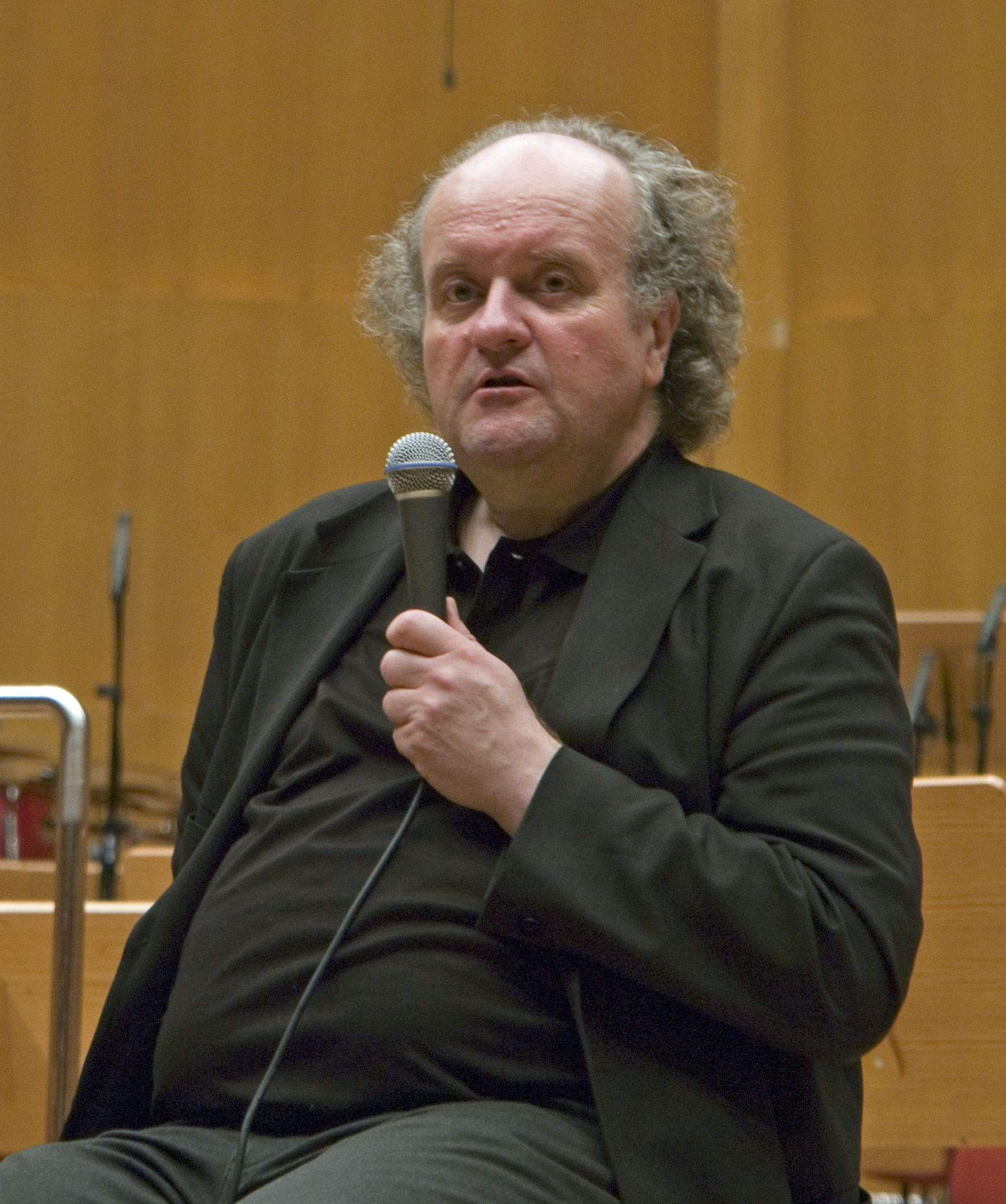
Wolfgang Rihm, 2007

Das Werk Wolfgang Rihms gilt als Wendepunkt für das Liedschaffen in Deutschland und spricht für eine Überwindung der Ästhetik der 50er und 60er Jahre. Traditionelle Formen wie Sonate oder Sinfonie finden bei Rihm eine Fortsetzung, so auch das Kunstlied. Seine Uraufführungen in Donaueschingen (1974/76) polarisierten das Publikum in Ablehner und Befürworter. Besondere Anziehungskraft übten auf ihn die Lebensläufe geisteskranker Dichter wie Jakob Lenz aus. Er vertonte Texte des im späteren Leben psychisch kranken Friedrich Hölderlin als Hölderlin-Fragmente (1976/77) und Texte des schizophrenen Adolf Wölfli im Wölfli-Liederbuch. Der Schluss des Zyklus mündet in ein Duo für zwei Schlagzeuger (Wölfli arbeitet wie verrückt). In dem Zyklus Das Rot setzte er sich mit Gedichten der unangepassten romantischen Dichterin Karoline von Günderode auseinander, die ihr Leben mit einem Suizid durch Ertrinken beendete. Zahlreiche weitere Lieder sind nicht nur in der Paul Sacher Stiftung in Basel als Manuskript hinterlegt, sondern auch veröffentlicht worden.
Wilhelm Killmayer, Manfred Trojahn, Michael Denhoff, Walter Zimmermann und Wolfgang von Schweinitz seien als Komponisten herausgegriffen, die das Kunstlied in den unterschiedlichsten Besetzungen weiter pflegten.

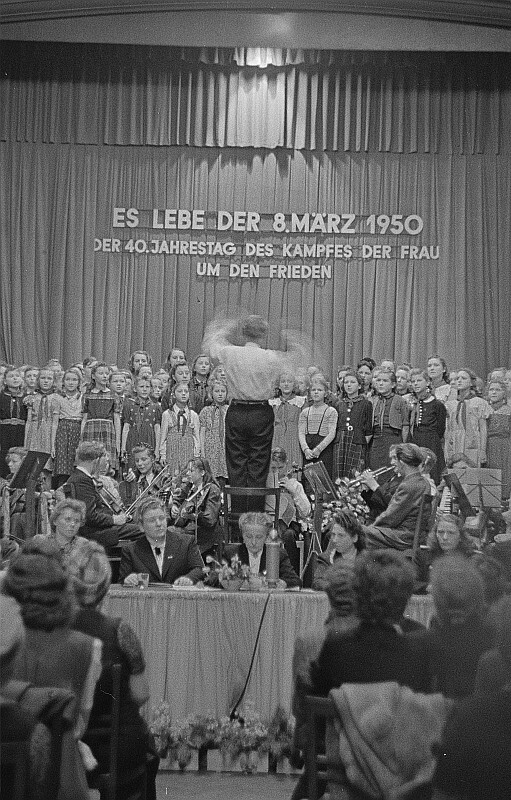
Kinderorchester und Chor in der Kongresshalle Leipzig, 1950

Unter anderen politischen Vorzeichen ging das Leben in der sowjetischen Besatzungszone, der späteren DDR, weiter. Während in der BRD das kulturelle Leben von Leitbildern der Amerikaner, Briten und Franzosen bestimmt wurde, war in der sowjetischen Besatzungszone Moskau tonangebend in der Kulturpolitik. Zunächst wurde in Berlin die Anknüpfung an die Moderne gesucht, die von den Nationalsozialisten verboten worden war; ein großräumiges und allgemein zugängliches Konzertleben florierte. Die stilistische Rückbesinnung war allerdings eine kurze Phase. 1949 wurde eine neue Regierung gebildet und die DDR als Staat proklamiert. Aus der Parteienvielfalt entstand eine Einheitspartei, die als Instrument zentralistischer Regierung zu dienen hatte. Von der Parteispitze kamen bald Forderungen nach Kunstwerken auf, die „dem Inhalt nach sozialistisch und ihrer Form nach realistisch“ waren. Konkret gefördert wurde nur, was durch „hohen ideellen und künstlerischen Wert zur Erziehung des demokratischen Volkes“ beitrug. Verlagswesen, Schallplattenproduktion, Rundfunk und Fernsehen, Musikerziehung und musikalische Ausbildung in Hochschulen wurden wie das gesamte öffentliche Leben von Parteivorgaben bestimmt.

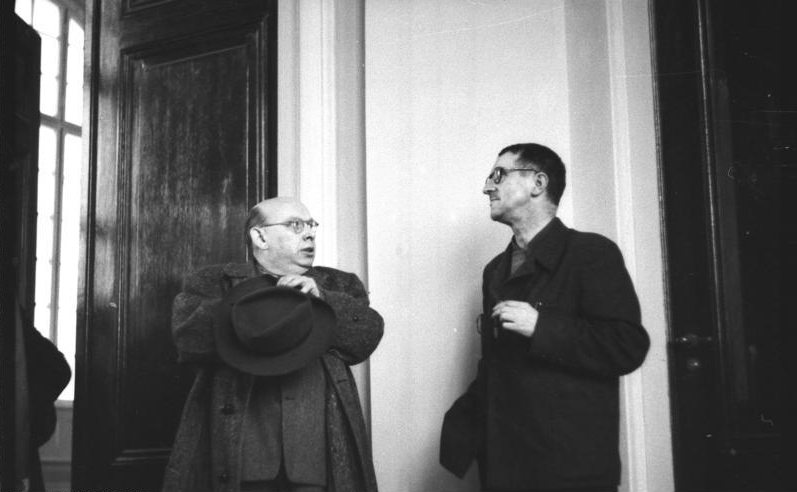
Hanns Eisler und Bertolt Brecht, 1950

Aus dieser Epoche sind Hanns Eisler und Paul Dessau als Komponisten der Texte von Bertolt Brecht hervorgetreten. Eisler komponierte nicht nur die neue Nationalhymne der DDR, sondern auch das Chorstück Proletarier aller Länder, vereinigt euch! und das Aufbaulied der F.D.J. – dies allerdings, um unangefochten anspruchsvollere Texte in Angriff zu nehmen, wie Goethe, Kammermusik und Opern auf Texte von Brecht. Als Hochschullehrer widersetzte er sich wiederholt den Anforderungen des Parteistaates und blieb eine wichtige Identifikationsfigur für junge Komponisten der DDR.
Rudolf Wagner-Régeny, Andre Asriel, Kurt Schwaen, Wilhelm Weismann und Ruth Zechlin wirkten ebenfalls in der DDR. 1961 wurde die Berliner Mauer errichtet und der Staat nach Westen hin abgeriegelt, da allein im ersten Halbjahr bereits 150 000 Bewohner in den westlichen Teil Berlins gegangen waren. Spannungen mit der restlichen Bevölkerung, der es bei Todesstrafe verboten war, den Grenzübergang unerlaubt zu überqueren, waren auf lange Sicht unvermeidlich. Probleme mit der Kulturbürokratie bzw. der parteipolitischen Zensur bekamen Reiner Bredemeyer, Tilo Medek, der sich im Zuge der Biermann-Affäre ausbürgern ließ, um nur zwei zu nennen. Da die Internationale Gesellschaft für Neue Musik auch Festivals in Polen und Ungarn abhielt, gab es für DDR-Komponisten die Möglichkeit, sich hier an internationalen Standards zu orientieren. Hier mit den Erfordernissen der Textzensur zurechtzukommen, die oft nur bereits abgenutzte Texte zur Vertonung zuließ, und gleichzeitig die aus dem Zusammenhang gerissene modernistische Tonsprache des Westens nicht zu Versatzstücken und Formeln verkommen zu lassen, erforderte viel vorausgehendes Kalkül.
Christfried Schmidt, der anspruchsvolle Literatur vertonte, fand für seine ebenso anspruchsvollen und ernsthaften Werke keinen Verleger und erhielt keine Ausreisegenehmigung, um seine Werke im Ausland aufführen zu lassen. Des Himmels dunklerer Bruder für Bariton und Ensemble zeigen ebenso wie die Kompositionen von Siegfried Matthus und Georg Katzer ein zunehmendes Talent dafür, Texte zu wählen, die in ihrer Doppelbödigkeit keinen Anlass zur Klage gaben, was parteipolitische Vorgaben betraf, aber vom Publikum durchaus verstanden wurden.
Bis heute bekannt ist Udo Zimmermann, der Festivals und Konzerte mit Neuer Musik organisiert. Mit 5 Gesängen für Bariton und Orchester nach Wolfgang Borchert und den Neruda-Liedern wagte er sich durchaus an die Grenzgebiete der Zensur.
Nach der deutschen Wiedervereinigung 1989 wurde Deutschland zunehmend offener für internationale Gäste. Younghi Pagh-Paan schrieb Flammenzeichen für Stimme und Schlaginstrumente allein und verarbeitete damit aus deutsch-koreanischer Perspektive den innerdeutschen Widerstand gegen den Nationalsozialismus in der Figur der Sophie Scholl. Luca Lombardi, der als in Italien geborener Komponist in Berlin studierte, ist mit seinen Ophelia-Fragmenten vertreten, koppelte aber 1987 auch eine Szene aus seiner Oper Faust. Un travestimento aus, in dem Schuberts berühmtes Gretchen am Spinnrade zunächst von einem begleitenden Streichquartett zitiert, dann verfremdet wird. Yedid Nefesh für Mezzosopran und Gitarre schrieb er auf hebräische Texte von Miriam Meghnagi.

### Jahrtausendwechsel
Die Zeit nach dem Jahrtausendwechsel ist gekennzeichnet durch eine große Unübersichtlichkeit, zunehmende Globalisierung und einen weitaus schnelleren weltweiten Informationsaustausch durch das Internet. Zeitgleich sind durch die Aufzeichnung der Musik eine unübersehbar große Menge an musikalischen Werken und Darbietungen archiviert und zugänglich. Das Lied als Gattung erfährt eine Renaissance und bietet sich als Betätigungsfeld für Komponisten an, die das „Instrument Stimme“ in kleinem Rahmen verwenden wollen. Dabei zeichnet sich eine Hinwendung von grafischer Notation oder Schriftbildern mit umfangreichen, vorab zu studierenden Legenden und experimentellem vokalen Denken zurück zu einer traditionellen Notenschrift und Klanggebung ab, die die Gegebenheiten der Singstimme berücksichtigt. Der Wechsel zwischen Sing- und Sprechstimme bleibt eines der am häufigsten verwendeten Stilmittel, um nicht in eine allzu bekannte Konformität zurückzufallen. Die Komplexität der Stücke ist jedoch gleich geblieben oder hat sich noch verstärkt.
Wolfgang Rihm verfasst seine Werke weiterhin zu einem Großteil in der Gattung des Liedes. Allein nach der Jahrtausendwende entstehen 26 Werke für kammermusikalische Formationen, darunter immer wieder die traditionelle Besetzung von Stimme und Klavier. Aribert Reimann vervollständigt seine Werke durch die 2011 gedruckten Rilke-Fragmente für Sopran und Klavier. Der koreanisch-deutsche Komponist Il Ryun Chung schrieb 2009 seinen fast 40-minütigen Zyklus BirnenBlütenRegen – aus dem Leben einer Ghisaeng auf altkoreanische Lyrik für hohen Sopran und Ensemble. Die Texte drehen sich um den ersten Kontakt zu einem potentiellen Kunden, der Dichter ist, einer Liebesnacht, dem plötzlichen Ende einer Beziehung und dem darauf folgenden lang anhaltenden Verlustgefühl. Obwohl nicht deutlich wird, ob die Ghisaeng immer denselben Liebhaber oder mehrere meint, lässt sich eine Parallele zu Schumanns „Dichterliebe“ herstellen. Der Zyklus bietet erhebliche Schwierigkeiten für die Singstimme in rhythmischer wie vokaler Art und wurde in seiner Gesamtheit noch nicht aufgeführt.
Von dem kirchenmusikalisch geprägten Komponisten Thierry Escaich sind seit 2001 mehrere Liedzyklen entstanden, wie z. B. Guernesey für Tenor und Klavier, Madre für Sopran und Klavier oder Les nuits hallucinées für Mezzosopran und Orchester. 2013 ist der Liederzyklus Les Miroirs de la Ville für alle Stimmgattungen und Klavier oder Orchester erschienen. Die koreanisch-amerikanische Komponistin Jonghee Kang verfasste mit "Looking for Immortals" ebenfalls einen Zyklus für Stimme und Klavier in englischer Sprache. Auch der in Deutschland lebender U.S.-Amerikanischer Komponist Chris Jarrett hat sich seit 2020 mit dem Schreiben von Kunstliedern für Bariton und Klavier beschäftigt; so, die "Sechs Hölderlin Lieder" (2020) und die "16 English Songs" (2023) zu Dichtungen von Poeten aus Großbritannien wie Dryden, Donne, Byron, Eliot oder Al Alvarez.